# Liste der Falcon-9- und Falcon-Heavy-Raketenstarts

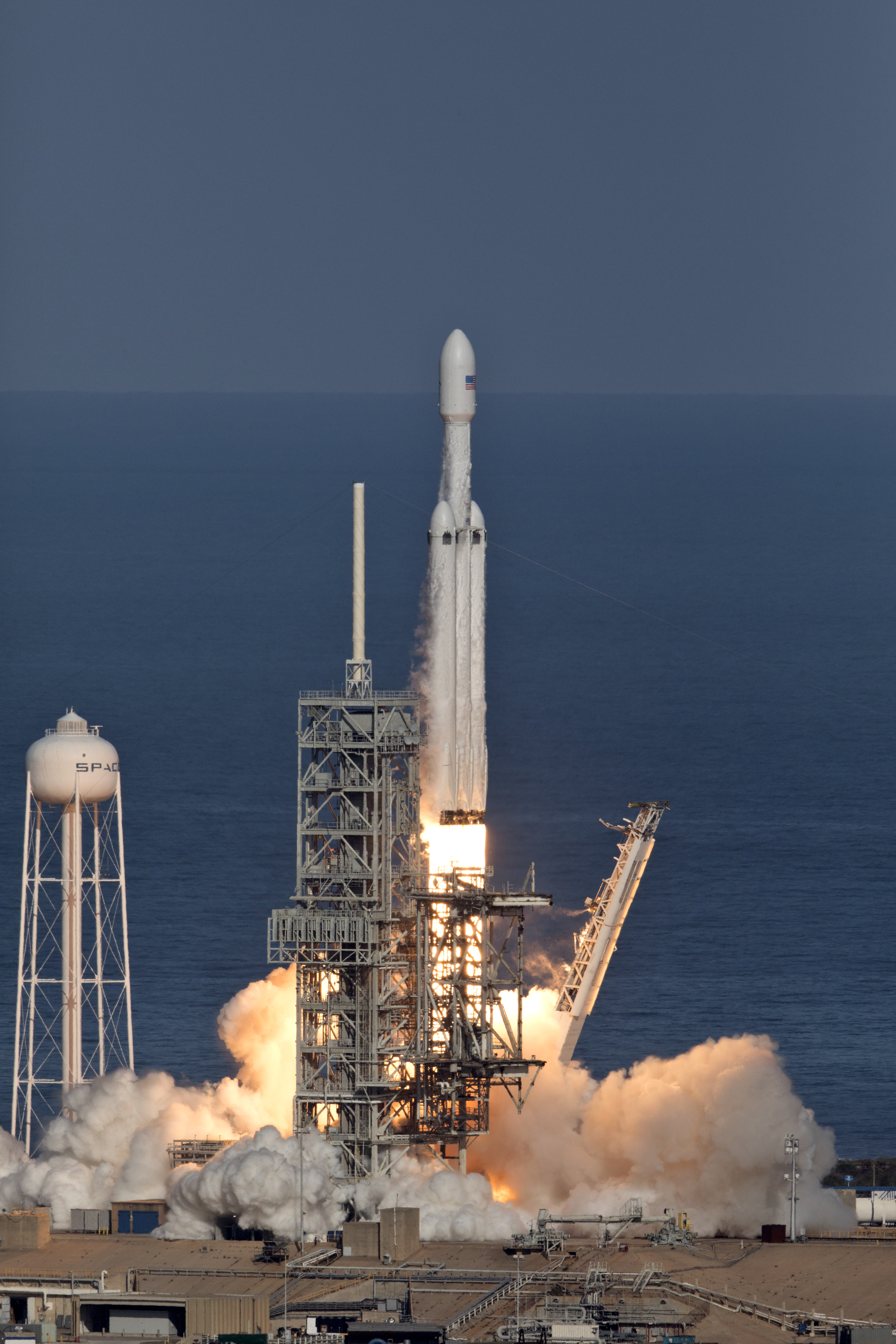
Erstflug der Falcon Heavy am 6. Februar 2018

Die Liste der Falcon-9- und Falcon-Heavy-Raketenstarts umfasst alle absolvierten und geplanten Starts der Trägerraketen Falcon 9 und Falcon Heavy des privaten Raumfahrtunternehmens SpaceX sowie Beschreibungen einiger Starts. Angegeben wird ferner auch die Nutzlast.
| Starts nach Jahr: 2010 – 2012 – 2013 – 2014 – 2015 – 2016 – 2017 – 2018 – 2019 – 2020 – 2021 – 2022 – 2023 – 2024 – 2025 – 2026 |

## Statistik nach Raketentyp
Stand der Liste: 31. Dezember 2023
| Rakete                      | Falcon 9 v1.0 | Falcon 9 v1.1      | Falcon 9 v1.2 Block 1–4 1 | Falcon 9 Block 5 1 | Falcon Heavy    |
| --------------------------- | ------------- | ------------------ | ------------------------- | ------------------ | --------------- |
| Erster Start                | 4. Juni 2010  | 29. September 2013 | 22. Dezember 2015         | 11. Mai 2018       | 6. Februar 2018 |
| Startversuche               | 5             | 15                 | 37                        | 228                | 9               |
| Erfolgreiche Starts         | 4             | 14                 | 36                        | 226                | 9               |
| Fehlschläge                 | 0             | 1                  | 1                         | 0                  | 0               |
| Teilerfolge                 | 1             | 0                  | 0                         | 2                  | 0               |
| Erfolgreiche Landungen      | –             | 0                  | 23                        | 219                | 17 2            |
| Fehlgeschlagene Landungen   | –             | 3                  | 2                         | 4                  | 2               |
| wiederverwendete Erststufen | –             | –                  | 12                        | 147                | 14              |
| Letzter Start               | 1. März 2013  | 17. Januar 2016    | 29. Juni 2018             | (im Einsatz)       | (im Einsatz)    |

## Startliste

### Starts bis 2023
Dies ist eine Liste aller Falcon-9- und Falcon-Heavy-Starts bis Ende 2023.
| Erfolg | Teilerfolg | Fehlschlag |

| Lfd. Nr. 4                                                                               | Datum (UTC)                                                                              | Typ/Seriennummer                                                                         | Startplatz                                                                               | Missionsbezeichnung Nutzlast | Art der Nutzlast | Nutzlast in kg 5                                                                         | Orbit 6                                                                                  | Anmerkungen |
| 2010 – 2012 – 2013 – 2014 – 2015 – 2016 – 2017 – 2018 – 2019 – 2020 – 2021 – 2022 – 2023 | 2010 – 2012 – 2013 – 2014 – 2015 – 2016 – 2017 – 2018 – 2019 – 2020 – 2021 – 2022 – 2023 | 2010 – 2012 – 2013 – 2014 – 2015 – 2016 – 2017 – 2018 – 2019 – 2020 – 2021 – 2022 – 2023 | 2010 – 2012 – 2013 – 2014 – 2015 – 2016 – 2017 – 2018 – 2019 – 2020 – 2021 – 2022 – 2023 | 2010 – 2012 – 2013 – 2014 – 2015 – 2016 – 2017 – 2018 – 2019 – 2020 – 2021 – 2022 – 2023 | 2010 – 2012 – 2013 – 2014 – 2015 – 2016 – 2017 – 2018 – 2019 – 2020 – 2021 – 2022 – 2023 | 2010 – 2012 – 2013 – 2014 – 2015 – 2016 – 2017 – 2018 – 2019 – 2020 – 2021 – 2022 – 2023 | 2010 – 2012 – 2013 – 2014 – 2015 – 2016 – 2017 – 2018 – 2019 – 2020 – 2021 – 2022 – 2023 | 2010 – 2012 – 2013 – 2014 – 2015 – 2016 – 2017 – 2018 – 2019 – 2020 – 2021 – 2022 – 2023 |
| 2010                                                                                     | 2010                                                                                     | 2010                                                                                     | 2010                                                                                     | 2010 | 2010 | 2010                                                                                     | 2010                                                                                     | 2010 |
| ---------------------------------------------------------------------------------------- | ---------------------------------------------------------------------------------------- | ---------------------------------------------------------------------------------------- | ---------------------------------------------------------------------------------------- | --- | --- | ---------------------------------------------------------------------------------------- | ---------------------------------------------------------------------------------------- | --- |
| 1                                                                                        | 4. Juni 2010 18:45                                                                       | Falcon 9 v1.0 B0003                                                                      | CC SLC-40                                                                                | Dragon-Qualifikationseinheit | Modell der Dragon-Kapsel |                                                                                          | LEO                                                                                      | Jungfernflug der Falcon 9, Kapsel trat nach 23 Tagen im Orbit am 27. Juni 2010 in die Erdatmosphäre ein |
| 2                                                                                        | 8. Dez. 2010 15:43                                                                       | Falcon 9 v1.0                                                                            | CC SLC-40                                                                                | NASA COTS Demo 1 Dragon C1 SMDC-One 1 QbX 1 QbX 2 Mayflower-Caerus Perseus 000 Perseus 001 Perseus 002 Perseus 003 | Dragon-Kapsel Amateurfunksatellit Technologieerprobungssatellit | 5200 4 5 1,5                                                                             | LEO                                                                                      | 5-Stunden-Flug der Dragon-Kapsel |
| 2012                                                                                     |                                                                                          |                                                                                          |                                                                                          | | |                                                                                          |                                                                                          | |
| 3                                                                                        | 22. Mai 2012 07:44:38                                                                    | Falcon 9 v1.0                                                                            | CC SLC-40                                                                                | NASA COTS Demo 2 Dragon C2 Celestis 11 | Dragon-Kapsel Weltraumbestattung | 6650                                                                                     | LEO                                                                                      | Die unbefüllte Dragon-Kapsel dockte 36 Stunden nach dem Start an die ISS an |
| 4                                                                                        | 8. Okt. 2012 00:35                                                                       | Falcon 9 v1.0                                                                            | CC SLC-40                                                                                | SpaceX CRS-1 Orbcomm FM44 | Dragon-Kapsel Kommunikationssatellit | ≈ 6500 172                                                                               | LEO                                                                                      | Triebwerksausfall eines der 9 Triebwerke der Erststufe, 79 Sekunden nach dem Start. Unzureichende Treibstoffreserven für den Orbitwechsel nach Aussetzen des Dragon. Erfolgreicher Versorgungsflug zur ISS mit der Dragon-Kapsel. Orbcomm FM44 ist in der Erdatmosphäre verglüht |
| 2013                                                                                     |                                                                                          |                                                                                          |                                                                                          | | |                                                                                          |                                                                                          | |
| 5                                                                                        | 1. März 2013 15:10                                                                       | Falcon 9 v1.0                                                                            | CC SLC-40                                                                                | SpaceX CRS-2 | Dragon-Kapsel | ≈ 6500                                                                                   | LEO                                                                                      | |
| 6                                                                                        | 29. Sep. 2013 16:00                                                                      | Falcon 9 v1.1                                                                            | VAFB SLC-4E                                                                              | Cassiope CUSat DANDE POPACS 1 POPACS 2 POPACS 3 | Forschungssatellit Technologieerprobungssatellit Forschungssatelliten | ≈ 500 25 50 1 1,5 2                                                                      | LEO                                                                                      | Erster Start von Vandenberg aus, erster Start der Version Falcon 9 v1.1 |
| 7                                                                                        | 3. Dez. 2013 22:41                                                                       | Falcon 9 v1.1                                                                            | CC SLC-40                                                                                | SES-8 | Kommunikationssatellit | 3200                                                                                     | GTO                                                                                      | Erster Start in einen geostationären Transferorbit |
| 2014                                                                                     |                                                                                          |                                                                                          |                                                                                          | | |                                                                                          |                                                                                          | |
| 8                                                                                        | 6. Jan. 2014 22:06                                                                       | Falcon 9 v1.1                                                                            | CC SLC-40                                                                                | Thaicom 6 | Kommunikationssatellit | 3325                                                                                     | GTO                                                                                      | |
| 9                                                                                        | 18. April 2014 19:25                                                                     | Falcon 9 v1.1                                                                            | CC SLC-40                                                                                | SpaceX CRS-3 KickSat All-Star/THEIA PhoneSat 2.5 / TSAT SporeSat | Dragon-Kapsel 4 Satelliten zur Technologieerprobung Forschungssatellit |                                                                                          | LEO                                                                                      | |
| 10                                                                                       | 14. Juli 2014 15:15                                                                      | Falcon 9 v1.1                                                                            | CC SLC-40                                                                                | Orbcomm OG2 | sechs Kommunikationssatelliten | 6 × 172                                                                                  | LEO                                                                                      | |
| 11                                                                                       | 5. Aug. 2014 08:00                                                                       | Falcon 9 v1.1                                                                            | CC SLC-40                                                                                | AsiaSat 8 | Kommunikationssatellit | 4535                                                                                     | GTO                                                                                      | |
| 12                                                                                       | 7. Sep. 2014 05:00                                                                       | Falcon 9 v1.1                                                                            | CC SLC-40                                                                                | AsiaSat 6 | Kommunikationssatellit | 4428                                                                                     | GTO                                                                                      | |
| 13                                                                                       | 21. Sep. 2014 05:52                                                                      | Falcon 9 v1.1                                                                            | CC SLC-40                                                                                | SpaceX CRS-4 SpinSat | Dragon-Kapsel Technologieerprobungssatellit | 57                                                                                       | LEO                                                                                      | |
| 2015                                                                                     |                                                                                          |                                                                                          |                                                                                          | | |                                                                                          |                                                                                          | |
| 14                                                                                       | 10. Jan. 2015 09:47                                                                      | Falcon 9 v1.1                                                                            | CC SLC-40                                                                                | SpaceX CRS-5 2× Flock-1d’ AESP-14 | Dragon-Kapsel Erdbeobachtungssatelliten Forschungssatellit |                                                                                          | LEO                                                                                      | Bruchlandung der Erststufe auf dem Autonomous spaceport drone ship |
| 15                                                                                       | 11. Feb. 2015 23:03                                                                      | Falcon 9 v1.1                                                                            | CC SLC-40                                                                                | DSCOVR | Erdbeobachtungssatellit | 570                                                                                      | HEO-Transferorbit                                                                        | Höchste bisher erreichte Geschwindigkeit einer Falcon 9 |
| 16                                                                                       | 2. März 2015 03:50                                                                       | Falcon 9 v1.1                                                                            | CC SLC-40                                                                                | Eutelsat 115 West B ABS-3A | Kommunikationssatelliten | 4159                                                                                     | GTO                                                                                      | Doppelstart, beide Satelliten blieben bis zum Aussetzen miteinander verbunden |
| 17                                                                                       | 14. April 2015 20:10                                                                     | Falcon 9 v1.1                                                                            | CC SLC-40                                                                                | SpaceX CRS-6 14× Flock-1e Arkyd 3R Centennial 1 | Dragon-Kapsel Erdbeobachtungssatelliten Technologieerprobungssatellit |                                                                                          | LEO                                                                                      | Bruchlandung der Erststufe auf Just Read the Instructions |
| 18                                                                                       | 27. April 2015 23:03                                                                     | Falcon 9 v1.1                                                                            | CC SLC-40                                                                                | TurkmenAlem52E (MonacoSat 1) | Kommunikationssatellit | 4731                                                                                     | GTO                                                                                      | Erster turkmenischer Satellit |
| 19                                                                                       | 28. Juni 2015 14:21                                                                      | Falcon 9 v1.1                                                                            | CC SLC-40                                                                                | SpaceX CRS-7 IDA-1 8x Flock-1f | Dragon-Kapsel ISS-Kopplungsadapter Erdbeobachtungssatelliten |                                                                                          | LEO                                                                                      | Bei 2:19 Minuten nach Start beginnendes strukturelles Versagen der Zweitstufe, bis 2:27 brach der Träger dann komplett auseinander. |
| 20                                                                                       | 22. Dez. 2015 01:29                                                                      | Falcon 9 v1.2 B1019                                                                      | CC SLC-40                                                                                | Orbcomm OG2 | 11 Kommunikationssatelliten | 11 × 172                                                                                 | LEO                                                                                      | Erstmals erfolgreicher Rückflug und Landung der Erststufe auf der Landing Zone 1 in Cape Canaveral, erster Start einer Falcon 9 v1.2 Hauptartikel: Falcon-9-Flug 20 |
| 2016                                                                                     |                                                                                          |                                                                                          |                                                                                          | | |                                                                                          |                                                                                          | |
| 21                                                                                       | 17. Jan. 2016 18:42                                                                      | Falcon 9 v1.1                                                                            | VAFB SLC-4E                                                                              | Jason 3 | Ozeanforschungssatellit | 553                                                                                      | SSO                                                                                      | Letzter Start der Version Falcon 9 v1.1; weiche Landung der Erststufe auf Just Read the Instructions, anschließend allerdings wegen Versagen eines Landebeins umgefallen |
| 22                                                                                       | 4. März 2016 23:35                                                                       | Falcon 9 v1.2 B1020                                                                      | CC SLC-40                                                                                | SES-9 | Kommunikationssatellit | 5271                                                                                     | GTO                                                                                      | Bruchlandung der Erststufe auf Of Course I Still Love You |
| 23                                                                                       | 8. April 2016 20:43                                                                      | Falcon 9 v1.2 B1021.1                                                                    | CC SLC-40                                                                                | SpaceX CRS-8 BEAM | Dragon-Kapsel ISS-Modul |                                                                                          | LEO                                                                                      | Erste erfolgreiche See-Landung der Erststufe auf Of Course I Still Love You |
| 24                                                                                       | 6. Mai 2016 05:21                                                                        | Falcon 9 v1.2 B1022                                                                      | CC SLC-40                                                                                | JCSAT-14 | Kommunikationssatellit | 4696                                                                                     | GTO                                                                                      | Erste erfolgreiche See-Landung der Erststufe während einer GTO-Mission |
| 25                                                                                       | 27. Mai 2016 21:39                                                                       | Falcon 9 v1.2 B1023.1                                                                    | CC SLC-40                                                                                | Thaicom 8 | Kommunikationssatellit | 3100                                                                                     | GTO                                                                                      | Erfolgreiche See-Landung der Erststufe auf Of Course I Still Love You |
| 26                                                                                       | 15. Juni 2016 14:29                                                                      | Falcon 9 v1.2 B1024                                                                      | CC SLC-40                                                                                | Eutelsat 117 West B ABS-2A | Kommunikationssatelliten | 1800                                                                                     | GTO                                                                                      | Bruchlandung der Erststufe auf Of Course I Still Love You |
| 27                                                                                       | 18. Juli 2016 04:45                                                                      | Falcon 9 v1.2 B1025.1                                                                    | CC SLC-40                                                                                | SpaceX CRS-9 IDA-2 | Dragon-Kapsel ISS-Kopplungsadapter |                                                                                          | LEO                                                                                      | Erfolgreiche Landung der Erststufe auf der Landing Zone 1 |
| 28                                                                                       | 14. Aug. 2016 05:26                                                                      | Falcon 9 v1.2 B1026                                                                      | CC SLC-40                                                                                | JCSAT-16 | Kommunikationssatellit | 4600                                                                                     | GTO                                                                                      | Erfolgreiche See-Landung der Erststufe auf Of Course I Still Love You |
| N/A                                                                                      | 3. Sep. 2016 07:00–09:00 (geplant)                                                       | Falcon 9 v1.2 B1028                                                                      | CC SLC-40                                                                                | AMOS-6 | Kommunikationssatellit | 5250                                                                                     | GTO                                                                                      | Rakete explodierte bei einem routinemäßigen Testlauf am 1. September 2016, drei Tage vor dem geplanten Starttermin, auf der Startrampe; Totalverlust der Nutzlast. |
| 2017                                                                                     |                                                                                          |                                                                                          |                                                                                          | | |                                                                                          |                                                                                          | |
| 29                                                                                       | 14. Jan. 2017 17:54                                                                      | Falcon 9 v1.2 Block 3 B1029.1                                                            | VAFB SLC-4E                                                                              | Iridium NEXT 1–10 | Kommunikationssatelliten | 9600                                                                                     | LEO                                                                                      | Erfolgreiche See-Landung der Erststufe auf Just Read the Instructions |
| 30                                                                                       | 19. Feb. 2017 14:39                                                                      | Falcon 9 v1.2 Block 3 B1031.1                                                            | KSC LC-39A                                                                               | SpaceX CRS-10 | Dragon-Kapsel |                                                                                          | LEO                                                                                      | Erster Start vom Kennedy Space Center Erfolgreiche Land-Landung der Erststufe auf der Landing Zone 1 |
| 31                                                                                       | 16. März 2017 06:00                                                                      | Falcon 9 v1.2 Block 3 B1030                                                              | KSC LC-39A                                                                               | EchoStar 23 | Kommunikationssatellit | 5500                                                                                     | GTO                                                                                      | Keine Landung der Erststufe |
| 32                                                                                       | 30. März 2017 22:27                                                                      | Falcon 9 v1.2 B1021.2                                                                    | KSC LC-39A                                                                               | SES-10 | Kommunikationssatellit | 5300                                                                                     | GTO                                                                                      | Erstmalige Wiederverwendung einer Erststufe, die Stufe war bereits bei CRS-8 im April 2016 im Einsatz Erstmals erfolgreiche Bergung der Nutzlastverkleidung Erfolgreiche See-Landung der Erststufe auf Of Course I Still Love You                                                |
| 33                                                                                       | 1. Mai 2017 11:15                                                                        | Falcon 9 v1.2 Block 3 B1032.1                                                            | KSC LC-39A                                                                               | NROL-76 USA 276 | Spionagesatellit |                                                                                          | LEO                                                                                      | Erfolgreiche Land-Landung der Erststufe auf der Landing Zone 1 |
| 34                                                                                       | 15. Mai 2017 23:20                                                                       | Falcon 9 v1.2 Block 3 B1034                                                              | KSC LC-39A                                                                               | Inmarsat-5 F4 | Kommunikationssatellit | 6070                                                                                     | GTO                                                                                      | Erste SpaceX-GTO-Nutzlast über 6 t Keine Landung der Erststufe |
| 35                                                                                       | 3. Juni 2017 21:07                                                                       | Falcon 9 v1.2 Block 3 B1035.1                                                            | KSC LC-39A                                                                               | SpaceX CRS-11 NICER 5× Bird | Dragon-Kapsel Weltraumteleskop Cubesats |                                                                                          | LEO                                                                                      | Erfolgreiche Land-Landung der Erststufe auf der Landing Zone 1 Erstmalige teilweise Wiederverwendung einer Dragon-Kapsel |
| 36                                                                                       | 23. Juni 2017 19:10                                                                      | Falcon 9 v1.2 Block 3 B1029.2                                                            | KSC LC-39A                                                                               | BulgariaSat-1 | Kommunikationssatellit | 3669                                                                                     | GTO                                                                                      | Wiederverwendung der Erststufe vom Start Iridium NEXT 1–10 vom 14. Januar 2017. Erfolgreiche See-Landung der Erststufe auf Of Course I Still Love You |
| 37                                                                                       | 25. Juni 2017 20:25                                                                      | Falcon 9 v1.2 Block 3 B1036.1                                                            | VAFB SLC-4E                                                                              | Iridium NEXT 11–20 | Kommunikationssatelliten | 9600                                                                                     | LEO                                                                                      | Erfolgreiche See-Landung der Erststufe auf Just Read the Instructions |
| 38                                                                                       | 5. Juli 2017 23:38                                                                       | Falcon 9 v1.2 Block 3 B1037                                                              | KSC LC-39A                                                                               | Intelsat 35e | Kommunikationssatellit | 6761                                                                                     | GTO                                                                                      | Keine Landung der Erststufe Volle Nutzung der Treibstoffreserven für einen maximalen Orbit Bisher größte Nutzlast für einen GTO |
| 39                                                                                       | 14. Aug. 2017 16:31                                                                      | Falcon 9 v1.2 Block 4 B1039.1                                                            | KSC LC-39A                                                                               | SpaceX CRS-12 Elana 22 Kestrel Eye 2M | Dragon-Kapsel 3 CubeSats Technologieerprobungssatellit | zus. zur Dragon-Kapsel: 2349 (+961 im Trunk)                                             | LEO                                                                                      | Erfolgreiche Land-Landung der Erststufe auf der Landing Zone 1 Erster Flug der neuen „Block-4“-Version der Falcon 9 mit gesteigertem Schub Letzter Flug einer komplett neugebauten Dragon V1 Kapsel                                                                              |
| 40                                                                                       | 24. Aug. 2017 18:51                                                                      | Falcon 9 v1.2 Block 3 B1038.1                                                            | VAFB SLC-4E                                                                              | Formosat-5 | Erdbeobachtungssatellit | 475                                                                                      | SSO                                                                                      | Erfolgreiche See-Landung der Erststufe auf Just Read the Instructions |
| 41                                                                                       | 7. Sep. 2017 14:00                                                                       | Falcon 9 v1.2 Block 4 B1040.1                                                            | KSC LC-39A                                                                               | X-37B OTV-5 USA 295 USA 296 USA 297 | Raumgleiter militärischer Satellit | 4990                                                                                     | LEO                                                                                      | Erfolgreiche Land-Landung der Erststufe auf der Landing Zone 1 |
| 42                                                                                       | 9. Okt. 2017 12:37                                                                       | Falcon 9 v1.2 Block 4 B1041.1                                                            | VAFB SLC-4E                                                                              | Iridium NEXT 21–30 | Kommunikationssatelliten | 9600                                                                                     | LEO                                                                                      | Erfolgreiche See-Landung der Erststufe auf Just Read the Instructions |
| 43                                                                                       | 11. Okt. 2017 22:53                                                                      | Falcon 9 v1.2 Block 3 B1031.2                                                            | KSC LC-39A                                                                               | / SES-11 / EchoStar 105 | Kommunikationssatellit | 5200                                                                                     | GTO                                                                                      | Dritte Zweitverwendung einer Falcon-9-Erststufe Erfolgreiche See-Landung der Erststufe auf Of Course I Still Love You |
| 44                                                                                       | 30. Okt. 2017 19:34                                                                      | Falcon 9 v1.2 Block 4 B1042                                                              | KSC LC-39A                                                                               | Koreasat 5A | Kommunikationssatellit | 3700                                                                                     | GTO                                                                                      | Erfolgreiche See-Landung der Erststufe auf Of Course I Still Love You |
| 45                                                                                       | 15. Dez. 2017 15:36                                                                      | Falcon 9 v1.2 Block 3 B1035.2                                                            | CC SLC-40                                                                                | SpaceX CRS-13 | Dragon-Kapsel | OCISLY                                                                                   | LEO                                                                                      | Vierte Zweitverwendung einer Falcon-9-Erststufe Erfolgreiche Land-Landung der Erststufe auf der Landing Zone 1 |
| 46                                                                                       | 23. Dez. 2017 01:27                                                                      | Falcon 9 v1.2 Block 3 B1036.2                                                            | VAFB SLC-4E                                                                              | Iridium NEXT 31–40 | Kommunikationssatelliten | 9600                                                                                     | LEO                                                                                      | Fünfte Zweitverwendung einer Falcon-9-Erststufe Kontrollierte Landung der Erststufe im Wasser |
| 2018                                                                                     |                                                                                          |                                                                                          |                                                                                          | | |                                                                                          |                                                                                          | |
| 47                                                                                       | 8. Jan. 2018 01:00                                                                       | Falcon 9 v1.2 Block 4 B1043.1                                                            | CC SLC-40                                                                                | Zuma (USA 280) | militärische Nutzlast |                                                                                          | LEO                                                                                      | Erfolgreiche Land-Landung der Erststufe auf der Landing Zone 1 Keine Information über Erreichung des Missionsziels |
| 48                                                                                       | 31. Jan. 2018 21:25                                                                      | Falcon 9 v1.2 Block 3 B1032.2                                                            | CC SLC-40                                                                                | GovSat-1 | Kommunikationssatellit | 4230                                                                                     | GTO                                                                                      | Sechste Zweitverwendung einer Falcon-9-Erststufe Erfolgreiche Landung der Erststufe im Wasser Erstmalige Landung mit drei Triebwerken |
| 1                                                                                        | 6. Feb. 2018 20:45                                                                       | Falcon Heavy Block 3–4–3 B1023.2 B1033 B1025.2                                           | KSC LC-39A                                                                               | Falcon Heavy Demo Tesla Roadster | Elektroauto als Massesimulator | 1250                                                                                     | Sonnenumlaufbahn im Bereich von Erd- bis Marsorbit                                       | Demonstrationsflug. Erfolgreiche Landung beider Booster auf Landing Zone 1 und 2 in Cape Canaveral (10. und 11. Landung dort) Bruchlandung der Erststufe im Meer |
| 49                                                                                       | 22. Feb. 2018 14:17                                                                      | Falcon 9 v1.2 Block 3 B1038.2                                                            | VAFB SLC-4E                                                                              | Paz Tintin A, Tintin B | Erdbeobachtungssatellit Testsatelliten | 1341 2 × 400                                                                             | SSO                                                                                      | Letzter Start der Version „Block 3“ Zweitverwendung einer Falcon-9-Erststufe Keine Landung der Erststufe Nutzlastverkleidung mittels Fallschirm intakt im Meer gelandet; anvisiertes Auffangschiff wurde verfehlt                                                                |
| 50                                                                                       | 6. März 2018 05:33                                                                       | Falcon 9 v1.2 Block 4 B1044                                                              | CC SLC-40                                                                                | Hispasat 30W-6 PODSAT 1 | Kommunikationssatellit Technologieerprobungssatellit | 6092 90                                                                                  | GTO                                                                                      | 50. Start einer Falcon 9 Kontrollierte Landung der Erststufe im Wasser statt auf Of Course I Still Love You wegen schlechten Wetters |
| 51                                                                                       | 30. März 2018 14:13                                                                      | Falcon 9 v1.2 Block 4 B1041.2                                                            | VAFB SLC-4E                                                                              | Iridium NEXT 41–50 | 10 Kommunikationssatelliten | 9600                                                                                     | LEO                                                                                      | Zweitverwendung einer Falcon-9-Erststufe Kontrollierte Landung der Erststufe im Wasser Zweiter Auffangversuch für Nutzlastverkleidung gescheitert wegen verhedderter Fallschirmseile                                                                                             |
| 52                                                                                       | 2. April 2018 20:30                                                                      | Falcon 9 v1.2 Block 4 B1039.2                                                            | CC SLC-40                                                                                | SpaceX CRS-14 RemoveDebris Ubakusat 1KUNS-PF Irazú | Dragon-Kapsel Technologieerprobungs- und Ausbildungssatelliten |                                                                                          | LEO                                                                                      | Versorgungsflug zur ISS Zweitverwendung einer Falcon-9-Erststufe Kontrollierte Landung der Erststufe im Wasser |
| 53                                                                                       | 18. April 2018 22:51                                                                     | Falcon 9 v1.2 Block 4 B1045.1                                                            | CC SLC-40                                                                                | TESS | Weltraumteleskop | 362                                                                                      | HEO                                                                                      | Erfolgreiche See-Landung der Erststufe auf Of Course I Still Love You |
| 54                                                                                       | 11. Mai 2018 20:14                                                                       | Falcon 9 Block 5 B1046.1                                                                 | KSC LC-39A                                                                               | Bangabandhu 1 | Kommunikationssatellit | 3700                                                                                     | GTO                                                                                      | Erstflug der Version Block 5 Erfolgreiche See-Landung der Erststufe auf Of Course I Still Love You |
| 55                                                                                       | 22. Mai 2018 19:48                                                                       | Falcon 9 v1.2 Block 4 B1043.2                                                            | VAFB SLC-4E                                                                              | Iridium NEXT 51–55 / GRACE-FO 1 und 2 | Kommunikationssatelliten, Forschungssatelliten |                                                                                          | LEO                                                                                      | Zweitverwendung einer Falcon-9-Erststufe Keine Bergung der Erststufe Auffangversuch für Nutzlastverkleidung gescheitert |
| 56                                                                                       | 4. Juni 2018 04:45                                                                       | Falcon 9 v1.2 Block 4/5 B1040.2                                                          | CC SLC-40                                                                                | SES-12 | Kommunikationssatellit | 5300                                                                                     | GTO                                                                                      | Zweitverwendung einer Block-4-Erststufe mit Block-5-Zweitstufe Keine Bergung der Erststufe |
| 57                                                                                       | 29. Juni 2018 09:42                                                                      | Falcon 9 v1.2 Block 4/5 B1045.2                                                          | CC SLC-40                                                                                | SpaceX CRS-15 Bhutan-1 UiTMSat 1 Maya 1 | Dragon-Kapsel Hochschulprojekt/Cubesat |                                                                                          | LEO                                                                                      | Versorgungsflug zur ISS Block-4-Erststufe mit Block-5-Zweitstufe Letzter orbitaler Flug von Block 4 Keine Bergung der Erststufe |
| 58                                                                                       | 22. Juli 2018 05:50                                                                      | Falcon 9 Block 5 B1047.1                                                                 | CC SLC-40                                                                                | Telstar 19V | Kommunikationssatellit | 7080                                                                                     | GTO                                                                                      | Bislang schwerste GTO-Nutzlast Erfolgreiche See-Landung der Erststufe auf Of Course I Still Love You |
| 59                                                                                       | 25. Juli 2018 11:39                                                                      | Falcon 9 Block 5 B1048.1                                                                 | VAFB SLC-4E                                                                              | Iridium NEXT 56–65 | Kommunikationssatelliten | 9600                                                                                     | LEO                                                                                      | Erfolgreiche See-Landung der Erststufe auf Just Read the Instructions |
| 60                                                                                       | 7. Aug. 2018 05:18                                                                       | Falcon 9 Block 5 B1046.2                                                                 | CC SLC-40                                                                                | Merah Putih (Telkom 4) | Kommunikationssatellit | 5800                                                                                     | GTO                                                                                      | Erste Wiederverwendung einer Block-5-Erststufe Erfolgreiche See-Landung auf Of Course I Still Love You |
| 61                                                                                       | 10. Sep. 2018 04:45                                                                      | Falcon 9 Block 5 B1049.1                                                                 | CC SLC-40                                                                                | Telstar 18V | Kommunikationssatellit | 7060                                                                                     | GTO                                                                                      | Erfolgreiche See-Landung auf Of Course I Still Love You |
| 62                                                                                       | 8. Okt. 2018 02:21                                                                       | Falcon 9 Block 5 B1048.2                                                                 | VAFB SLC-4E                                                                              | SAOCOM 1A | Erdbeobachtung, Radar | 3000                                                                                     | SSO                                                                                      | Erste Landung auf der VAFB Landing Zone 4 |
| 63                                                                                       | 15. Nov. 2018 20:46                                                                      | Falcon 9 Block 5 B1047.2                                                                 | KSC LC-39A                                                                               | Es’hail-2 | Kommunikationssatellit | ca. 5300                                                                                 | GTO                                                                                      | Erfolgreiche See-Landung auf Of Course I Still Love You |
| 64                                                                                       | 3. Dez. 2018 18:34                                                                       | Falcon 9 Block 5 B1046.3                                                                 | VAFB SLC-4E                                                                              | SSO-A: SkySat 14–15, Eu:CROPIS, Orbital Reflector, Elysium Star 2, Enoch ESEO ExseedSat-1 Fox-1Cliff JY1Sat 54 weitere Satelliten | 64 Kleinsatelliten |                                                                                          | SSO                                                                                      | Erste Falcon-9-Erststufe mit einem dritten Start Erfolgreiche See-Landung der Erststufe auf Just Read the Instructions |
| 65                                                                                       | 5. Dez. 2018 18:16                                                                       | Falcon 9 Block 5 B1050.1                                                                 | CC SLC-40                                                                                | SpaceX CRS-16 Elana 21 Delphini 1 2× CAT Quantum Radar | Dragon-Kapsel zwei Forschungs-Cubesats Technologieerprobungssatellit Technologieerprobungssatelliten Technologieerprobungssatellit |                                                                                          | LEO                                                                                      | Versorgungsflug zur ISS; ungeplante Landung der Erststufe im Meer nach Ausfall einer Hydraulikpumpe |
| 66                                                                                       | 23. Dez. 2018 13:51                                                                      | Falcon 9 Block 5 B1054                                                                   | CC SLC-40                                                                                | GPS III-1 (USA 289) | Navigationssatellit | 4400                                                                                     | GPS-TO 7                                                                                 | Keine Bergung der Erststufe |
| 2019                                                                                     |                                                                                          |                                                                                          |                                                                                          | | |                                                                                          |                                                                                          | |
| 67                                                                                       | 11. Jan. 2019 15:31                                                                      | Falcon 9 Block 5 B1049.2                                                                 | VAFB SLC-4E                                                                              | Iridium NEXT 66–75 | Kommunikationssatelliten | 9600                                                                                     | LEO                                                                                      | Erfolgreiche See-Landung der Erststufe auf Just Read the Instructions |
| 68                                                                                       | 22. Feb. 2019 01:45                                                                      | Falcon 9 Block 5 B1048.3                                                                 | CC SLC-40                                                                                | Nusantara Satu S5 Beresheet | Kommunikationssatellit Technologieerprobungssatellit Mondlander | 4100 60 585                                                                              | GTO                                                                                      | Erfolgreiche Seelandung auf Of Course I Still Love You |
| 69                                                                                       | 2. März 2019 07:49                                                                       | Falcon 9 Block 5 B1051.1                                                                 | KSC LC-39A                                                                               | SpX-DM1 (SpaceX-Commercial-Crew-Demomission 1) | Dragon V2 (unbemannt) |                                                                                          | LEO                                                                                      | Unbemannter Testflug zur ISS Erstflug von Dragon V2 Erfolgreiche Seelandung auf Of Course I Still Love You |
| 2                                                                                        | 11. April 2019 22:35                                                                     | Falcon Heavy Block 5-5-5 B1052.1 B1055 B1053.1                                           | KSC LC-39A                                                                               | Arabsat-6A | Kommunikationssatellit | 6465                                                                                     | GTO                                                                                      | Erster Flug in Block-5-Konfiguration; Erfolgreiche Landung beider Seitenbooster auf den CCSFS-Landezonen 1 und 2 sowie der mittleren Erststufe auf Of Course I Still Love You.                                                                                                   |
| 70                                                                                       | 4. Mai 2019 06:48                                                                        | Falcon 9 Block 5 B1056.1                                                                 | CC SLC-40                                                                                | SpaceX CRS-17 Red-Eye 1 | Dragon-Kapsel Technologieerprobungssatellit |                                                                                          | LEO                                                                                      | Versorgungsflug zur ISS Erfolgreiche Seelandung auf Of Course I Still Love You |
| 71                                                                                       | 24. Mai 2019 02:30                                                                       | Falcon 9 Block 5 B1049.3                                                                 | CC SLC-40                                                                                | Starlink v0.9 | 60 Kommunikationssatelliten (Testsatelliten) | je 227                                                                                   | LEO                                                                                      | Erfolgreiche Landung auf Of Course I Still Love You |
| 72                                                                                       | 12. Juni 2019 14:17                                                                      | Falcon 9 Block 5 B1051.2                                                                 | VAFB SLC-4E                                                                              | Radarsat 1/2/3 | Erdbeobachtungssatelliten | 3 × 1430                                                                                 | SSO                                                                                      | Erfolgreiche Landung auf LZ-4 |
| 3                                                                                        | 25. Juni 2019 06:30                                                                      | Falcon Heavy Block 5-5-5 B1052.2 B1057 B1053.2                                           | KSC LC-39A                                                                               | STP-2 DSX Formosat 7A–7F GPIM OTB 1 15 weitere Kleinsatelliten | Militärische und wissenschaftliche Forschungssatelliten | 600 6 × 278 180 138 ca. 260                                                              | MEO LEO                                                                                  | Erfolgreiche Landung der Booster auf LZ-1 und LZ-2; Bruchlandung der Erststufe im Meer; erstes erfolgreiches Auffangen einer Nutzlastverkleidung durch GO Ms. Tree |
| 73                                                                                       | 25. Juli 2019 22:01                                                                      | Falcon 9 Block 5 B1056.2                                                                 | CC SLC-40                                                                                | SpaceX CRS-18 IDA-3 Elana 27: RFTSat ORCA Quantum Radar 3 NARSScube 2 | Dragon 1 ISS-Dockingadapter Technologieerprobungssatellit |                                                                                          | LEO                                                                                      | Erfolgreiche Landung der Erststufe auf LZ-1 |
| 74                                                                                       | 6. Aug. 2019 23:23                                                                       | Falcon 9 Block 5 B1047.3                                                                 | CC SLC-40                                                                                | AMOS-17 | Kommunikationssatellit | 6500                                                                                     | GTO                                                                                      | Keine Bergung der Erststufe |
| 75                                                                                       | 11. Nov. 2019 14:56                                                                      | Falcon 9 Block 5 B1048.4                                                                 | CC SLC-40                                                                                | Starlink v1.0 L1 | 60 Kommunikationssatelliten | je ca. 260                                                                               | LEO                                                                                      | Erstmaliger vierter Start einer Falcon-9-Erststufe und erstmalige Wiederverwendung einer Nutzlastverkleidung; Erfolgreiche Landung auf Of Course I Still Love You; Erstmaliges Fangen beider Hälften der Nutzlastverkleidung war geplant, musste aber abgebrochen werden         |
| 76                                                                                       | 5. Dez. 2019 17:29                                                                       | Falcon 9 Block 5 B1059.1                                                                 | CC SLC-40                                                                                | SpaceX CRS-19 Elana 28 Elana 25B VPM MakerSat 1 MiniCarb ORCA 2, 8 QARMAN | Dragon 1 zwei Forschungs-Cubesats drei Forschungs-Cubesats Technologieerprobungssatellit Forschungssatellit Technologieerprobungssatelliten Technologieerprobungssatellit |                                                                                          | LEO                                                                                      | Versorgungsflug zur ISS; Erfolgreiche Landung auf Of Course I Still Love You |
| 77                                                                                       | 17. Dez. 2019 00:10                                                                      | Falcon 9 Block 5 B1056.3                                                                 | CC SLC-40                                                                                | / JCSAT-18/Kacific 1 | Kommunikationssatellit | 6800                                                                                     | GTO                                                                                      | Erfolgreiche Landung auf Of Course I Still Love You |
| 2020                                                                                     |                                                                                          |                                                                                          |                                                                                          | | |                                                                                          |                                                                                          | |
| 78                                                                                       | 7. Jan. 2020 02:19                                                                       | Falcon 9 Block 5 B1049.4                                                                 | CC SLC-40                                                                                | Starlink v1.0 L2 | 60 Kommunikationssatelliten | je ca. 260                                                                               | LEO                                                                                      | Erfolgreiche Landung auf Of Course I Still Love You |
| 79                                                                                       | 19. Jan. 2020 16:30                                                                      | Falcon 9 Block 5 B1046.4                                                                 | KSC LC-39A                                                                               | In-flight abort test | Crew Dragon (unbemannt) |                                                                                          | suborbital                                                                               | Test des Rettungssystems der Dragon im Flug Erststufe kurz nach dem Feuern des Rettungssystems erwartungsgemäß zerstört |
| 80                                                                                       | 29. Jan. 2020 14:06                                                                      | Falcon 9 Block 5 B1051.3                                                                 | CC SLC-40                                                                                | Starlink v1.0 L3 | 60 Kommunikationssatelliten | je ca. 260                                                                               | LEO                                                                                      | Erfolgreiche Landung auf Of Course I Still Love You |
| 81                                                                                       | 17. Feb. 2020 15:05                                                                      | Falcon 9 Block 5 B1056.4                                                                 | CC SLC-40                                                                                | Starlink v1.0 L4 | 60 Kommunikationssatelliten | je ca. 260                                                                               | LEO                                                                                      | Landung auf Of Course I Still Love You misslungen |
| 82                                                                                       | 7. März 2020 04:50                                                                       | Falcon 9 Block 5 B1059.2                                                                 | CC SLC-40                                                                                | SpaceX CRS-20 Gundam-Satellit Quetzal 1 ULTP (Lynk) | Dragon 1 Olympia-2020-Werbesatellit Technologieerprobungssatellit |                                                                                          | LEO                                                                                      | Versorgungsflug zur ISS Letzter Flug der Dragon 1 Erfolgreiche Landung der Erststufe auf LZ-1 |
| 83                                                                                       | 18. März 2020 12:16                                                                      | Falcon 9 Block 5 B1048.5                                                                 | KSC LC-39A                                                                               | Starlink v1.0 L5 | 60 Kommunikationssatelliten | je ca. 260                                                                               | LEO                                                                                      | Erstmaliger fünfter Start einer Falcon-9-Erststufe Landung auf Of Course I Still Love You misslungen |
| 84                                                                                       | 22. April 2020 19:30                                                                     | Falcon 9 Block 5 B1051.4                                                                 | KSC LC-39A                                                                               | Starlink v1.0 L6 | 60 Kommunikationssatelliten | je ca. 260                                                                               | LEO                                                                                      | Erfolgreiche Landung auf Of Course I Still Love You |
| 85                                                                                       | 30. Mai 2020 19:22                                                                       | Falcon 9 Block 5 B1058.1                                                                 | KSC LC-39A                                                                               | SpX-DM2 (SpaceX-Commercial-Crew-Demomission 2) | Crew Dragon „Endeavour“ Besatzung: - Robert Behnken - Douglas Hurley |                                                                                          | LEO                                                                                      | Flug zur ISS Erster bemannter NASA-Raumflug seit STS-135 Erfolgreiche Landung auf Of Course I Still Love You |
| 86                                                                                       | 4. Juni 2020 01:25                                                                       | Falcon 9 Block 5 B1049.5                                                                 | CC SLC-40                                                                                | Starlink v1.0 L7 | 60 Kommunikationssatelliten | je ca. 260                                                                               | LEO                                                                                      | Erfolgreiche Landung auf Just Read the Instructions |
| 87                                                                                       | 13. Juni 2020 09:21                                                                      | Falcon 9 Block 5 B1059.3                                                                 | CC SLC-40                                                                                | Starlink v1.0 L8 SkySat 16–18 | 58 Kommunikationssatelliten 3 Erdbeobachtungssatelliten | je ca. 260 je ca. 120                                                                    | LEO                                                                                      | Erfolgreiche Landung auf Of Course I Still Love You |
| 88                                                                                       | 30. Juni 2020 20:10                                                                      | Falcon 9 Block 5 B1060.1                                                                 | CC SLC-40                                                                                | GPS III-3 (USA 304) | Navigationssatellit | 4311                                                                                     | GPS-TO 7                                                                                 | Erfolgreiche Landung auf Just Read the Instructions |
| 89                                                                                       | 20. Juli 2020 21:30                                                                      | Falcon 9 Block 5 B1058.2                                                                 | CC SLC-40                                                                                | Anasis-II | Militärischer Kommunikationssatellit |                                                                                          | GTO                                                                                      | Erfolgreiche Landung auf Just Read the Instructions Erstmaliges erfolgreiches Auffangen beider Hälften der Nutzlastverkleidung |
| 90                                                                                       | 7. Aug. 2020 05:12                                                                       | Falcon 9 Block 5 B1051.5                                                                 | KSC LC-39A                                                                               | Starlink v1.0 L9 BlackSky Global 5 und 6 | 57 Kommunikationssatelliten 2 Erdbeobachtungssatelliten | je ca. 260 2 × ca. 56                                                                    | LEO                                                                                      | Erfolgreiche Landung auf Of Course I Still Love You |
| 91                                                                                       | 18. Aug. 2020 14:31                                                                      | Falcon 9 Block 5 B1049.6                                                                 | CC SLC-40                                                                                | Starlink v1.0 L10 SkySats 19–21 | 58 Kommunikationssatelliten 3 Erdbeobachtungssatelliten | je ca. 260 je ca. 120                                                                    | LEO                                                                                      | Erstmaliger sechster Start einer Falcon-9-Erststufe Erfolgreiche Landung auf Of Course I Still Love You |
| 92                                                                                       | 30. Aug. 2020 23:18                                                                      | Falcon 9 Block 5 B1059.4                                                                 | CC SLC-40                                                                                | SAOCOM 1B GNOMES 1 EG-1 (Tyvak 0172) | Erdbeobachtung, Radar Wettersatellit Kommunikationssatellit | 3050 30                                                                                  | SSO                                                                                      | Erster Transfer auf eine polare Umlaufbahn nach einem Start von Cape Canaveral seit 1969 Erfolgreiche Landung der Erststufe auf LZ-1 |
| 93                                                                                       | 3. Sep. 2020 12:46                                                                       | Falcon 9 Block 5 B1060.2                                                                 | KSC LC-39A                                                                               | Starlink v1.0 L11 | 60 Kommunikationssatelliten | je ca. 260                                                                               | LEO                                                                                      | Erfolgreiche Landung auf Of Course I Still Love You |
| 94                                                                                       | 6. Okt. 2020 11:29                                                                       | Falcon 9 Block 5 B1058.3                                                                 | KSC LC-39A                                                                               | Starlink v1.0 L12 | 60 Kommunikationssatelliten | je ca. 260                                                                               | LEO                                                                                      | Erfolgreiche Landung auf Of Course I Still Love You |
| 95                                                                                       | 18. Okt. 2020 12:25                                                                      | Falcon 9 Block 5 B1051.6                                                                 | KSC LC-39A                                                                               | Starlink v1.0 L13 | 60 Kommunikationssatelliten | je ca. 260                                                                               | LEO                                                                                      | Erfolgreiche Landung auf Of Course I Still Love You |
| 96                                                                                       | 24. Okt. 2020 15:31                                                                      | Falcon 9 Block 5 B1060.3                                                                 | CC SLC-40                                                                                | Starlink v1.0 L14 | 60 Kommunikationssatelliten | je ca. 260                                                                               | LEO                                                                                      | Erfolgreiche Landung auf Just Read the Instructions |
| 97                                                                                       | 5. Nov. 2020 23:24                                                                       | Falcon 9 Block 5 B1062.1                                                                 | CC SLC-40                                                                                | GPS III-4 (USA 309) | Navigationssatellit |                                                                                          | GPS-TO 7                                                                                 | Erfolgreiche Landung auf Of Course I Still Love You |
| 98                                                                                       | 16. Nov. 2020 00:27                                                                      | Falcon 9 Block 5 B1061.1                                                                 | KSC LC-39A                                                                               | SpaceX Crew-1 | Crew Dragon „Resilience“ Besatzung: - Mike Hopkins - Victor Glover - Shannon Walker - Sōichi Noguchi |                                                                                          | LEO                                                                                      | Flug zur ISS Erfolgreiche Landung auf Just Read the Instructions |
| 99                                                                                       | 21. Nov. 2020 17:17                                                                      | Falcon 9 Block 5 B1063.1                                                                 | VAFB SLC-4E                                                                              | / Sentinel-6A Michael Freilich | Erdbeobachtungssatellit | 1400                                                                                     | LEO                                                                                      | Erfolgreiche Landung auf LZ-4 |
| 100                                                                                      | 25. Nov. 2020 02:13                                                                      | Falcon 9 Block 5 B1049.7                                                                 | CC SLC-40                                                                                | Starlink v1.0 L15 | 60 Kommunikationssatelliten | je ca. 260                                                                               | LEO                                                                                      | Erstmaliger siebter Start einer Falcon-9-Erststufe Erfolgreiche Landung auf Of Course I Still Love You |
| 101                                                                                      | 6. Dez. 2020 16:17                                                                       | Falcon 9 Block 5 B1058.4                                                                 | KSC LC-39A                                                                               | SpaceX CRS-21 Bishop | Cargo Dragon 2 ISS-Modul |                                                                                          | LEO                                                                                      | Versorgungsflug zur ISS; Erfolgreiche Landung auf Of Course I Still Love You |
| 102                                                                                      | 13. Dez. 2020 17:30                                                                      | Falcon 9 Block 5 B1051.7                                                                 | CC SLC-40                                                                                | SXM 7 | Kommunikationssatellit | ca. 7000                                                                                 | GTO                                                                                      | Erfolgreiche Landung auf Just Read the Instructions |
| 103                                                                                      | 19. Dez. 2020 14:00                                                                      | Falcon 9 Block 5 B1059.5                                                                 | KSC LC-39A                                                                               | NROL-108: USA 312 USA 313 | |                                                                                          | LEO                                                                                      | Erfolgreiche Landung auf LZ-1 |
| 2021                                                                                     |                                                                                          |                                                                                          |                                                                                          | | |                                                                                          |                                                                                          | |
| 104                                                                                      | 8. Jan. 2021 02:15                                                                       | Falcon 9 Block 5 B1060.4                                                                 | CC SLC-40                                                                                | Türksat 5A | Kommunikationssatellit | 3500                                                                                     | GTO                                                                                      | Erfolgreiche Landung auf Just Read the Instructions |
| 105                                                                                      | 20. Jan. 2021 13:02                                                                      | Falcon 9 Block 5 B1051.8                                                                 | KSC LC-39A                                                                               | Starlink v1.0 L16 | 60 Kommunikationssatelliten | je ca. 260                                                                               | LEO                                                                                      | Erstmaliger achter Start einer Falcon-9-Erststufe Erfolgreiche Landung auf Just Read the Instructions |
| 106                                                                                      | 24. Jan. 2021 15:00                                                                      | Falcon 9 Block 5 B1058.5                                                                 | CC SLC-40                                                                                | Transporter-1 Starlink (v1.0) QPS-SAR 2 (Izanami) Capella 3, 4 (Whitney) ICEYE-X8, X9 XR-1 (ICEYE-X10) GHGSat C2 (Hugo) 40× Flock 4s Lemur-2 Kepler 24× SpaceBEE SOMP2b PIXL-1 (CubeL) V-R3x 1, 2, 3 Hiber 4 UVSQ-Sat ASELSat IDEASSat YUSAT 1 All-Charlie Sherpa FX 1: Hawk 2A, 2B, 2C Astrocast Elana 35: PTD-1 ARCE 1A, 1B, 1C Prometheus 2.10 Celestis 17 ION-SCV 002 (Laurentius): 8× Flock 4s 12× SpaceBEE | 10 Kommunikationssatelliten Erdbeobachtungssatellit 2 Erdbeobachtungssatelliten Erdbeobachtungssatellit Erdbeobachtungssatelliten 8× Meteorologie/AIS 8 Kommunikationssatelliten Kommunikationssatelliten Hochschulprojekt Technologieerprobungssatellit 3 Technologieerprobung Kommunikationssatellit Technologieerprobungssatellit Forschungssatellit Technologieerprobungssatellit Transporthalterung 3 Aufklärungssatelliten 5 Kommunikationssatelliten Hochschulprojekt 3 Technologieerprobung Technologieerprobungssatellit Weltraumbestattung Raumschlepper Erdbeobachtungssatelliten Kommunikationssatelliten | je ca. 260 je 112 90 15 je 5 je 4 2 je 1 1 5 4 2 150 11 1,35                             | SSO                                                                                      | Erfolgreiche Landung auf Of Course I Still Love You Rekordzahl von insgesamt 143 Satelliten, die gleichzeitig ins All gebracht wurden. |
| 107                                                                                      | 4. Feb. 2021 06:19                                                                       | Falcon 9 Block 5 B1060.5                                                                 | CC SLC-40                                                                                | Starlink v1.0 L18 | 60 Kommunikationssatelliten | je ca. 260                                                                               | LEO                                                                                      | Erstmalige Wiederverwendung einer Erststufe nach weniger als einem Monat Erfolgreiche Landung auf Of Course I Still Love You |
| 108                                                                                      | 16. Feb. 2021 03:59                                                                      | Falcon 9 Block 5 B1059.6                                                                 | CC SLC-40                                                                                | Starlink v1.0 L19 | 60 Kommunikationssatelliten | je ca. 260                                                                               | LEO                                                                                      | Landung auf Of Course I Still Love You misslungen; letzter Einsatz der Nutzlastverkleidungs-Bergungsschiffe GO Ms. Tree und GO Ms. Chief. |
| 109                                                                                      | 4. März 2021 08:24                                                                       | Falcon 9 Block 5 B1049.8                                                                 | KSC LC-39A                                                                               | Starlink v1.0 L17 | 60 Kommunikationssatelliten | je ca. 260                                                                               | LEO                                                                                      | Erfolgreiche Landung auf Of Course I Still Love You |
| 110                                                                                      | 11. März 2021 08:13                                                                      | Falcon 9 Block 5 B1058.6                                                                 | CC SLC-40                                                                                | Starlink v1.0 L20 | 60 Kommunikationssatelliten | je ca. 260                                                                               | LEO                                                                                      | Erfolgreiche Landung auf Just Read the Instructions |
| 111                                                                                      | 14. März 2021 10:01                                                                      | Falcon 9 Block 5 B1051.9                                                                 | KSC LC-39A                                                                               | Starlink v1.0 L21 | 60 Kommunikationssatelliten | je ca. 260                                                                               | LEO                                                                                      | Erstmaliger neunter Start einer Falcon-9-Erststufe Erfolgreiche Landung auf Of Course I Still Love You |
| 112                                                                                      | 24. März 2021 08:28                                                                      | Falcon 9 Block 5 B1060.6                                                                 | CC SLC-40                                                                                | Starlink v1.0 L22 | 60 Kommunikationssatelliten | je ca. 260                                                                               | LEO                                                                                      | Erfolgreiche Landung auf Of Course I Still Love You |
| 113                                                                                      | 7. April 2021 16:34                                                                      | Falcon 9 Block 5 B1058.7                                                                 | CC SLC-40                                                                                | Starlink v1.0 L23 | 60 Kommunikationssatelliten | je ca. 260                                                                               | LEO                                                                                      | Erfolgreiche Landung auf Of Course I Still Love You |
| 114                                                                                      | 23. April 2021 09:49                                                                     | Falcon 9 Block 5 B1061.2                                                                 | KSC LC-39A                                                                               | SpaceX Crew-2 | Crew Dragon „Endeavour“ Besatzung: - Robert S. Kimbrough - Megan McArthur - Akihiko Hoshide - Thomas Pesquet |                                                                                          | LEO                                                                                      | Flug zur ISS Erfolgreiche Landung auf Of Course I Still Love You |
| 115                                                                                      | 29. April 2021 03:44                                                                     | Falcon 9 Block 5 B1060.7                                                                 | CC SLC-40                                                                                | Starlink v1.0 L24 | 60 Kommunikationssatelliten | je ca. 260                                                                               | LEO                                                                                      | Erfolgreiche Landung auf Just Read the Instructions |
| 116                                                                                      | 4. Mai 2021 19:01                                                                        | Falcon 9 Block 5 B1049.9                                                                 | KSC LC-39A                                                                               | Starlink v1.0 L25 | 60 Kommunikationssatelliten | je ca. 260                                                                               | LEO                                                                                      | Erfolgreiche Landung auf Of Course I Still Love You |
| 117                                                                                      | 9. Mai 2021 06:42                                                                        | Falcon 9 Block 5 B1051.10                                                                | CC SLC-40                                                                                | Starlink v1.0 L27 | 60 Kommunikationssatelliten | je ca. 260                                                                               | LEO                                                                                      | Erstmaliger zehnter Start einer Falcon-9-Erststufe Erfolgreiche Landung auf Just Read the Instructions |
| 118                                                                                      | 15. Mai 2021 22:56                                                                       | Falcon 9 Block 5 B1058.8                                                                 | KSC LC-39A                                                                               | Starlink v1.0 L26 Capella 6 Tyvak-0130 | 52 Kommunikationssatelliten Erdbeobachtungssatellit Technologieerprobungssatellit | je ca. 260 112 11                                                                        | LEO                                                                                      | Erfolgreiche Landung auf Of Course I Still Love You |
| 119                                                                                      | 26. Mai 2021 18:59                                                                       | Falcon 9 Block 5 B1063.2                                                                 | CC SLC-40                                                                                | Starlink v1.0 L28 | 60 Kommunikationssatelliten | je ca. 260                                                                               | LEO                                                                                      | Erfolgreiche Landung auf Just Read the Instructions |
| 120                                                                                      | 3. Juni 2021 17:29                                                                       | Falcon 9 Block 5 B1067.1                                                                 | KSC LC-39A                                                                               | SpaceX CRS-22 ELaNa 36 G-Satellit 2 SOAR MIR-Sat 1 | Cargo Dragon 2 10 Hochschulprojekte Werbesatellit Hochschulprojekt Technologieerprobungssatellit |                                                                                          | LEO                                                                                      | Versorgungsflug zur ISS Erfolgreiche Landung auf Of Course I Still Love You |
| 121                                                                                      | 6. Juni 2021 04:26                                                                       | Falcon 9 Block 5 B1061.3                                                                 | CC SLC-40                                                                                | SXM 8 | Kommunikationssatellit | ca. 7000                                                                                 | GTO                                                                                      | Erfolgreiche Landung auf Just Read the Instructions |
| 122                                                                                      | 17. Juni 2021 16:09                                                                      | Falcon 9 Block 5 B1062.2                                                                 | CC SLC-40                                                                                | GPS III-5 (USA 319) | Navigationssatellit | 4330                                                                                     | GPS-TO 7                                                                                 | Erfolgreiche Landung auf Just Read the Instructions |
| 123                                                                                      | 30. Juni 2021 19:31                                                                      | Falcon 9 Block 5 B1060.8                                                                 | CC SLC-40                                                                                | Transporter-2 Starlink v1.5 ÑuSat 19-22 Hawk 3A, 3B, 3C 4× ICEYE Centauri 4 Capella 5 Umbra-SAR 2001 Gnomes 2 Tropics Pathfinder TUBIN 5× Astrocast 4× KSF 1 6× Lemur-2 28× Spacebee EG-3 QMR-KWT weitere Nutzlasten | Rideshare-Mission 3 Kommunikationssatelliten 4 Erdbeobachtungssatelliten 3 Aufklärungssatelliten Erdbeobachtungssatellit Kommunikationssatellit Erdbeobachtungssatellit Technologieerprobungssatellit Erdbeobachtungssatellit Kommunikationssatelliten AIS-/SIGINT-Satelliten Meteorologie, AIS Kommunikationssatelliten Kommunikationssatellit Hochschulprojekt Kleinsatelliten |                                                                                          | SSO                                                                                      | Erfolgreiche Landung auf LZ-1 |
| 124                                                                                      | 29. Aug. 2021 07:14                                                                      | Falcon 9 Block 5 B1061.4                                                                 | KSC LC-39A                                                                               | SpaceX CRS-23 NanoRocks-2 Cuava-1 Amber IOD-3 CAPSat SPACE HAUC Binar-1 Maya-3 Maya-4 | Cargo Dragon 2 Erdbeobachtungssatellit Hochschulprojekt Technologieerprobungssatellit ? Technologieerprobungssatellit |                                                                                          | LEO                                                                                      | Versorgungsflug zur ISS; Erfolgreiche Landung auf A Shortfall of Gravitas |
| 125                                                                                      | 14. Sep. 2021 03:55                                                                      | Falcon 9 Block 5 B1049.10                                                                | VSFB SLC-4E                                                                              | Starlink 2-1 | 51 Kommunikationssatelliten | je ca. 300                                                                               | LEO                                                                                      | Erfolgreiche Landung auf Of Course I Still Love You |
| 126                                                                                      | 16. Sep. 2021 00:02                                                                      | Falcon 9 Block 5 B1062.3                                                                 | KSC LC-39A                                                                               | Inspiration4 | Crew Dragon „Resilience“ Besatzung: - Jared Isaacman - Hayley Arceneaux - Chris Sembroski - Sian Proctor |                                                                                          | LEO                                                                                      | Erfolgreiche Landung auf Just Read the Instructions |
| 127                                                                                      | 11. Nov. 2021 02:03                                                                      | Falcon 9 Block 5 B1067.2                                                                 | KSC LC-39A                                                                               | SpaceX Crew-3 | Crew Dragon „Endurance“ Besatzung: - Raja Chari - Tom Marshburn - Matthias Maurer - Kayla Barron |                                                                                          | LEO                                                                                      | Flug zur ISS Erfolgreiche Landung auf A Shortfall of Gravitas |
| 128                                                                                      | 13. Nov. 2021 12:19                                                                      | Falcon 9 Block 5 B1058.9                                                                 | CC SLC-40                                                                                | Starlink 4-1 | 53 Kommunikationssatelliten | je ca. 300                                                                               | LEO                                                                                      | Erfolgreiche Landung auf Just Read the Instructions |
| 129                                                                                      | 24. Nov. 2021 06:21                                                                      | Falcon 9 Block 5 B1063.3                                                                 | VSFB SLC-4E                                                                              | DART LICIACube | Asteroidensonde Cubesat-Tochtersonde | 610 14                                                                                   | heliozentrisch                                                                           | Erfolgreiche Landung auf Of Course I Still Love You |
| 130                                                                                      | 2. Dez. 2021 23:12                                                                       | Falcon 9 Block 5 B1060.9                                                                 | CC SLC-40                                                                                | Starlink 4-3 BlackSky Global 12 und 13 | 48 Kommunikationssatelliten 2 Erdbeobachtungssatelliten | je ca. 300 2 × ca. 56                                                                    | LEO                                                                                      | Erfolgreiche Landung auf A Shortfall of Gravitas |
| 131                                                                                      | 9. Dez. 2021 06:00                                                                       | Falcon 9 Block 5 B1061.5                                                                 | KSC LC-39A                                                                               | IXPE | Röntgenteleskop | 325                                                                                      | LEO                                                                                      | Erfolgreiche Landung auf Just Read the Instructions |
| 132                                                                                      | 18. Dez. 2021 12:41                                                                      | Falcon 9 Block 5 B1051.11                                                                | VSFB SLC-4E                                                                              | Starlink 4-4 | 52 Kommunikationssatelliten | je ca. 300                                                                               | LEO                                                                                      | Erstmaliger elfter Start einer Falcon 9-Erststufe Erfolgreiche Landung auf Of Course I Still Love You |
| 133                                                                                      | 19. Dez. 2021 03:58                                                                      | Falcon 9 Block 5 B1067.3                                                                 | CC SLC-40                                                                                | Türksat 5B | Kommunikationssatellit | 4500                                                                                     | GTO                                                                                      | Erfolgreiche Landung auf A Shortfall of Gravitas |
| 134                                                                                      | 21. Dez. 2021 10:07                                                                      | Falcon 9 Block 5 B1069.1                                                                 | KSC LC-39A                                                                               | SpaceX CRS-24 ELaNa 38 GT-1 Light-1 FEES 2 | Cargo Dragon 2 4 Technologieerprobungssatelliten Technologieerprobungssatellit Erdbeobachtungssatellit Technologieerprobungssatellit |                                                                                          | LEO                                                                                      | Versorgungsflug zur ISS Erfolgreiche Landung auf Just Read the Instructions |
| 2022                                                                                     |                                                                                          |                                                                                          |                                                                                          | | |                                                                                          |                                                                                          | |
| 135                                                                                      | 6. Jan. 2022 21:49                                                                       | Falcon 9 Block 5 B1062.4                                                                 | KSC LC-39A                                                                               | Starlink 4-5 | 49 Kommunikationssatelliten | je ca. 300                                                                               | LEO                                                                                      | Erfolgreiche Landung auf A Shortfall of Gravitas |
| 136                                                                                      | 13. Jan. 2022 15:25                                                                      | Falcon 9 Block 5 B1058.10                                                                | CC SLC-40                                                                                | Transporter-3 (→ Liste der Nutzlasten) | Rideshare-Mission |                                                                                          | SSO                                                                                      | Erfolgreiche Landung auf LZ-1 |
| 137                                                                                      | 19. Jan. 2022 02:02                                                                      | Falcon 9 Block 5 B1060.10                                                                | KSC LC-39A                                                                               | Starlink 4-6 | 49 Kommunikationssatelliten | je ca. 300                                                                               | LEO                                                                                      | Erfolgreiche Landung auf A Shortfall of Gravitas |
| 138                                                                                      | 31. Jan. 2022 23:11                                                                      | Falcon 9 Block 5 B1052.3                                                                 | CC SLC-40                                                                                | CSG 2 | Erdbeobachtungssatellit |                                                                                          | SSO                                                                                      | Erfolgreiche Landung auf LZ-1 |
| 139                                                                                      | 2. Feb. 2022 20:27                                                                       | Falcon 9 Block 5 B1071.1                                                                 | VSFB SLC-4E                                                                              | NROL-87 USA 326 | Militärischer Satellit |                                                                                          | LEO                                                                                      | Erfolgreiche Landung auf LZ-4 |
| 140                                                                                      | 3. Feb. 2022 18:13                                                                       | Falcon 9 Block 5 B1061.6                                                                 | KSC LC-39A                                                                               | Starlink 4-7 | 49 Kommunikationssatelliten | je ca. 300                                                                               | LEO                                                                                      | Erfolgreiche Landung auf A Shortfall of Gravitas |
| 141                                                                                      | 21. Feb. 2022 14:44                                                                      | Falcon 9 Block 5 B1058.11                                                                | CC SLC-40                                                                                | Starlink 4-8 | 46 Kommunikationssatelliten | je ca. 300                                                                               | LEO                                                                                      | Erfolgreiche Landung auf A Shortfall of Gravitas |
| 142                                                                                      | 25. Feb. 2022 17:12                                                                      | Falcon 9 Block 5 B1063.4                                                                 | VSFB SLC-4E                                                                              | Starlink 4-11 | 50 Kommunikationssatelliten | je ca. 300                                                                               | LEO                                                                                      | Erfolgreiche Landung auf Of Course I Still Love You |
| 143                                                                                      | 3. März 2022 14:25                                                                       | Falcon 9 Block 5 B1060.11                                                                | KSC LC-39A                                                                               | Starlink 4-9 | 47 Kommunikationssatelliten | je ca. 300                                                                               | LEO                                                                                      | Erfolgreiche Landung auf Just Read the Instructions |
| 144                                                                                      | 9. März 2022 13:45                                                                       | Falcon 9 Block 5 B1052.4                                                                 | CC SLC-40                                                                                | Starlink 4-10 | 48 Kommunikationssatelliten | je ca. 300                                                                               | LEO                                                                                      | Erfolgreiche Landung auf A Shortfall of Gravitas |
| 145                                                                                      | 19. März 2022 04:42                                                                      | Falcon 9 Block 5 B1051.12                                                                | CC SLC-40                                                                                | Starlink 4-12 | 53 Kommunikationssatelliten | je ca. 300                                                                               | LEO                                                                                      | Erstmaliger zwölfter Start einer Falcon 9-Erststufe Erfolgreiche Landung auf Just Read the Instructions |
| 146                                                                                      | 1. April 2022 16:24                                                                      | Falcon 9 Block 5 B1061.7                                                                 | CC SLC-40                                                                                | Transporter-4 (→ Liste der Nutzlasten) | Kleinsatelliten-Rideshare |                                                                                          | SSO                                                                                      | Erfolgreiche Landung auf Just Read the Instructions |
| 147                                                                                      | 8. April 2022 15:17                                                                      | Falcon 9 Block 5 B1062.5                                                                 | KSC LC-39A                                                                               | Axiom Mission 1 | Crew Dragon „Endeavour“ Besatzung: - Michael Lopez-Alegria - Larry Connor - Mark Pathy - Eytan Stibbe |                                                                                          | LEO                                                                                      | Erster komplett privater Flug zur ISS Erfolgreiche Landung auf A Shortfall of Gravitas |
| 148                                                                                      | 17. April 2022 13:13                                                                     | Falcon 9 Block 5 B1071.2                                                                 | VSFB SLC-4E                                                                              | NROL-85 | Militärischer Satellit |                                                                                          | LEO                                                                                      | Erfolgreiche Landung auf LZ-4 |
| 149                                                                                      | 21. April 2022 17:51                                                                     | Falcon 9 Block 5 B1060.12                                                                | CC SLC-40                                                                                | Starlink 4-14 | 53 Kommunikationssatelliten | je ca. 300                                                                               | LEO                                                                                      | Erfolgreiche Landung auf Just Read the Instructions |
| 150                                                                                      | 27. April 2022 07:52                                                                     | Falcon 9 Block 5 B1067.4                                                                 | KSC LC-39A                                                                               | SpaceX Crew-4 | Crew Dragon „Freedom“ Besatzung: - Kjell Lindgren - Bob Hines - Samantha Cristoforetti - Jessica Watkins |                                                                                          | LEO                                                                                      | Flug zur ISS Erfolgreiche Landung auf A Shortfall of Gravitas |
| 151                                                                                      | 29. April 2022 21:27                                                                     | Falcon 9 Block 5 B1062.6                                                                 | CC SLC-40                                                                                | Starlink 4-16 | 53 Kommunikationssatelliten | je ca. 300                                                                               | LEO                                                                                      | Erfolgreiche Landung auf Just Read the Instructions Bislang schnellste Wiederverwendung der ersten Stufe. Von den 21 Tagen wurden 9 für die Aufbereitung benötigt. |
| 152                                                                                      | 6. Mai 2022 09:42                                                                        | Falcon 9 Block 5 B1058.12                                                                | KSC LC-39A                                                                               | Starlink 4-17 | 53 Kommunikationssatelliten | je ca. 300                                                                               | LEO                                                                                      | Erfolgreiche Landung auf A Shortfall of Gravitas |
| 153                                                                                      | 13. Mai 2022 22:07                                                                       | Falcon 9 Block 5 B1063.5                                                                 | VSFB SLC-4E                                                                              | Starlink 4-13 | 53 Kommunikationssatelliten | je ca. 300                                                                               | LEO                                                                                      | Erfolgreiche Landung auf Of Course I Still Love You |
| 154                                                                                      | 14. Mai 2022 20:40                                                                       | Falcon 9 Block 5 B1073.1                                                                 | CC SLC-40                                                                                | Starlink 4-15 | 53 Kommunikationssatelliten | je ca. 300                                                                               | LEO                                                                                      | Erfolgreiche Landung auf Just Read the Instructions |
| 155                                                                                      | 18. Mai 2022 10:59                                                                       | Falcon 9 Block 5 B1052.5                                                                 | KSC LC-39A                                                                               | Starlink 4-18 | 53 Kommunikationssatelliten | je ca. 300                                                                               | LEO                                                                                      | Erfolgreiche Landung auf A Shortfall of Gravitas |
| 156                                                                                      | 25. Mai 2022 18:35                                                                       | Falcon 9 Block 5 B1061.8                                                                 | CC SLC-40                                                                                | Transporter-5 (→ Liste der Nutzlasten) | Kleinsatelliten-Rideshare |                                                                                          | SSO                                                                                      | Erfolgreiche Landung auf LZ-1 |
| 157                                                                                      | 8. Juni 2022 21:04                                                                       | Falcon 9 Block 5 B1062.7                                                                 | CC SLC-40                                                                                | Nilesat 301 | Kommunikationssatellit | 4100                                                                                     | GTO                                                                                      | Erfolgreiche Landung auf Just Read the Instructions |
| 158                                                                                      | 17. Juni 2022 16:09                                                                      | Falcon 9 Block 5 B1060.13                                                                | KSC LC-39A                                                                               | Starlink 4-19 | 53 Kommunikationssatelliten | je ca. 300                                                                               | LEO                                                                                      | Erstmaliger dreizehnter Start einer Falcon 9-Erststufe Erfolgreiche Landung auf A Shortfall of Gravitas |
| 159                                                                                      | 18. Juni 2022 14:19                                                                      | Falcon 9 Block 5 B1071.3                                                                 | VSFB SLC-4E                                                                              | SARah 1 | Spionagesatellit | ca. 4000                                                                                 |                                                                                          | Erfolgreiche Landung auf LZ-4 |
| 160                                                                                      | 19. Juni 2022 04:27                                                                      | Falcon 9 Block 5 B1061.9                                                                 | CC SLC-40                                                                                | Globalstar FM15 4× Starshield | Kommunikationssatellit Aufklärungssatelliten |                                                                                          | LEO                                                                                      | Erfolgreiche Landung auf Just Read the Instructions |
| 161                                                                                      | 29. Juni 2022 21:04                                                                      | Falcon 9 Block 5 B1073.2                                                                 | CC SLC-40                                                                                | SES-22 | Kommunikationssatellit |                                                                                          | GTO                                                                                      | Erfolgreiche Landung auf A Shortfall of Gravitas |
| 162                                                                                      | 7. Juli 2022 13:11                                                                       | Falcon 9 Block 5 B1058.13                                                                | CC SLC-40                                                                                | Starlink 4-21 | 53 Kommunikationssatelliten | je ca. 300                                                                               | LEO                                                                                      | Erfolgreiche Landung auf Just Read the Instructions |
| 163                                                                                      | 11. Juli 2022 01:39                                                                      | Falcon 9 Block 5 B1063.6                                                                 | VSFB SLC-4E                                                                              | Starlink 3-1 | 46 Kommunikationssatelliten | je ca. 300                                                                               | SSO                                                                                      | Erfolgreiche Landung auf Of Course I Still Love You |
| 164                                                                                      | 15. Juli 2022 00:44                                                                      | Falcon 9 Block 5 B1067.5                                                                 | KSC LC-39A                                                                               | SpaceX CRS-25 | Cargo Dragon 2 |                                                                                          | LEO                                                                                      | Versorgungsflug zur ISS Erfolgreiche Landung auf A Shortfall of Gravitas |
| 165                                                                                      | 17. Juli 2022 14:20                                                                      | Falcon 9 Block 5 B1051.13                                                                | CC SLC-40                                                                                | Starlink 4-22 | 53 Kommunikationssatelliten | je ca. 300                                                                               | LEO                                                                                      | Erfolgreiche Landung auf Just Read the Instructions |
| 166                                                                                      | 22. Juli 2022 17:39                                                                      | Falcon 9 Block 5 B1071.4                                                                 | VSFB SLC-4E                                                                              | Starlink 3-2 | 46 Kommunikationssatelliten | je ca. 300                                                                               | SSO                                                                                      | Erfolgreiche Landung auf Of Course I Still Love You |
| 167                                                                                      | 24. Juli 2022 13:38                                                                      | Falcon 9 Block 5 B1062.8                                                                 | KSC LC-39A                                                                               | Starlink 4-25 | 53 Kommunikationssatelliten | je ca. 300                                                                               | LEO                                                                                      | Erfolgreiche Landung auf A Shortfall of Gravitas |
| 168                                                                                      | 4. Aug. 2022 23:08                                                                       | Falcon 9 Block 5 B1052.6                                                                 | CC SLC-40                                                                                | Danuri | Mondorbiter | 678                                                                                      | TLI                                                                                      | Erfolgreiche Landung auf Just Read the Instructions |
| 169                                                                                      | 10. Aug. 2022 02:14                                                                      | Falcon 9 Block 5 B1073.3                                                                 | KSC LC-39A                                                                               | Starlink 4-26 | 52 Kommunikationssatelliten | je ca. 300                                                                               | LEO                                                                                      | Erfolgreiche Landung auf A Shortfall of Gravitas |
| 170                                                                                      | 12. Aug. 2022 21:40                                                                      | Falcon 9 Block 5 B1061.10                                                                | VSFB SLC-4E                                                                              | Starlink 3-3 | 46 Kommunikationssatelliten | je ca. 300                                                                               | SSO                                                                                      | Erfolgreiche Landung auf Of Course I Still Love You |
| 171                                                                                      | 19. Aug. 2022 19:21                                                                      | Falcon 9 Block 5 B1062.9                                                                 | CC SLC-40                                                                                | Starlink 4-27 | 53 Kommunikationssatelliten | je ca. 300                                                                               | LEO                                                                                      | Erfolgreiche Landung auf A Shortfall of Gravitas |
| 172                                                                                      | 28. Aug. 2022 03:41                                                                      | Falcon 9 Block 5 B1069.2                                                                 | CC SLC-40                                                                                | Starlink 4-23 | 54 Kommunikationssatelliten | je ca. 300                                                                               | LEO                                                                                      | Erfolgreiche Landung auf A Shortfall of Gravitas |
| 173                                                                                      | 31. Aug. 2022 05:40                                                                      | Falcon 9 Block 5 B1063.7                                                                 | VSFB SLC-4E                                                                              | Starlink 3-4 | 46 Kommunikationssatelliten | je ca. 300                                                                               | SSO                                                                                      | Erfolgreiche Landung auf Of Course I Still Love You |
| 174                                                                                      | 5. Sep. 2022 02:09                                                                       | Falcon 9 Block 5 B1052.7                                                                 | CC SLC-40                                                                                | Starlink 4-20 Sherpa-LTC 2 | 51 Kommunikationssatelliten Raumschlepper | je ca. 300                                                                               | LEO                                                                                      | Erfolgreiche Landung auf Just Read the Instructions |
| 175                                                                                      | 11. Sep. 2022 01:20                                                                      | Falcon 9 Block 5 B1058.14                                                                | KSC LC-39A                                                                               | Starlink 4-2 BlueWalker 3 | 34 Kommunikationssatelliten Technologieerprobung/ Kommunikationssatellit | je ca. 300 1500                                                                          | LEO                                                                                      | Erfolgreiche Landung auf A Shortfall of Gravitas Erstmaliger vierzehnter Start einer Falcon 9-Erststufe Erstmalig 5 Zündungen des Triebwerks der 2. Stufe |
| 176                                                                                      | 19. Sep. 2022 00:18                                                                      | Falcon 9 Block 5 B1067.6                                                                 | CC SLC-40                                                                                | Starlink 4-34 | 54 Kommunikationssatelliten | je ca. 300                                                                               | LEO                                                                                      | Erfolgreiche Landung auf Just Read the Instructions |
| 177                                                                                      | 24. Sep. 2022 23:32                                                                      | Falcon 9 Block 5 B1073.4                                                                 | CC SLC-40                                                                                | Starlink 4-35 | 52 Kommunikationssatelliten | je ca. 300                                                                               | LEO                                                                                      | Erfolgreiche Landung auf A Shortfall of Gravitas |
| 178                                                                                      | 5. Okt. 2022 16:00                                                                       | Falcon 9 Block 5 B1077.1                                                                 | KSC LC-39A                                                                               | SpaceX Crew-5 | Crew Dragon „Endurance“ Besatzung: - Nicole Mann - Josh Cassada - Kōichi Wakata - Anna Kikina |                                                                                          | LEO                                                                                      | Flug zur ISS Erfolgreiche Landung auf Just Read the Instructions |
| 179                                                                                      | 5. Okt. 2022 23:10                                                                       | Falcon 9 Block 5 B1071.5                                                                 | VSFB SLC-4E                                                                              | Starlink 4-29 | 52 Kommunikationssatelliten | je ca. 300                                                                               | LEO                                                                                      | Erfolgreiche Landung auf Of Course I Still Love You |
| 180                                                                                      | 8. Okt. 2022 23:05                                                                       | Falcon 9 Block 5 B1060.14                                                                | CC SLC-40                                                                                | Galaxy 33 und 34 | 2 Kommunikationssatelliten | 3654 3695                                                                                | GTO                                                                                      | Erfolgreiche Landung auf A Shortfall of Gravitas |
| 181                                                                                      | 15. Okt. 2022 05:22                                                                      | Falcon 9 Block 5 B1069.3                                                                 | CC SLC-40                                                                                | Eutelsat Hot Bird 13F | Kommunikationssatellit | 4500                                                                                     | GTO                                                                                      | Erfolgreiche Landung auf Just Read the Instructions |
| 182                                                                                      | 20. Okt. 2022 14:50                                                                      | Falcon 9 Block 5 B1062.10                                                                | CC SLC-40                                                                                | Starlink 4-36 | 54 Kommunikationssatelliten | je ca. 300                                                                               | LEO                                                                                      | Erfolgreiche Landung auf A Shortfall of Gravitas |
| 183                                                                                      | 28. Okt. 2022 01:14                                                                      | Falcon 9 Block 5 B1063.8                                                                 | VSFB SLC-4E                                                                              | Starlink 4-31 | 53 Kommunikationssatelliten | je ca. 300                                                                               | LEO                                                                                      | Erfolgreiche Landung auf Of Course I Still Love You |
| 4                                                                                        | 1. Nov. 2022 13:41                                                                       | Falcon Heavy Block 5-5-5 B1064.1 B1066 B1065.1                                           | KSC LC-39A                                                                               | USSF-44 LDPE-2 Shepherd Demonstration | u. a. Kleinsatelliten-Rideshare |                                                                                          | GSO                                                                                      | Erfolgreiche Landung beider Seitenbooster auf den CCAFS-Landezonen 1 und 2 |
| 184                                                                                      | 3. Nov. 2022 05:22                                                                       | Falcon 9 Block 5 B1067.7                                                                 | CC SLC-40                                                                                | Eutelsat Hot Bird 13G | Kommunikationssatellit |                                                                                          | GTO                                                                                      | Erfolgreiche Landung auf Just Read the Instructions |
| 185                                                                                      | 12. Nov. 2022 16:06                                                                      | Falcon 9 Block 5 B1051.14                                                                | CC SLC-40                                                                                | Galaxy 31 und 32 | 2 Kommunikationssatelliten |                                                                                          | GTO                                                                                      | Keine Bergung der Erststufe |
| 186                                                                                      | 23. Nov. 2022 02:57                                                                      | Falcon 9 Block 5 B1049.11                                                                | CC SLC-40                                                                                | Eutelsat 10B | Kommunikationssatellit |                                                                                          | GTO                                                                                      | Keine Bergung der Erststufe |
| 187                                                                                      | 26. Nov. 2022 19:20                                                                      | Falcon 9 Block 5 B1076.1                                                                 | KSC LC-39A                                                                               | SpaceX CRS-26 | Cargo Dragon 2 |                                                                                          | LEO                                                                                      | Versorgungsflug zur ISS Erfolgreiche Landung auf Just Read the Instructions |
| 188                                                                                      | 8. Dez. 2022 22:27                                                                       | Falcon 9 Block 5 B1069.4                                                                 | KSC LC-39A                                                                               | OneWeb 15 | 40 Kommunikationssatelliten |                                                                                          | LEO                                                                                      | Erfolgreiche Landung auf LZ-1 |
| 189                                                                                      | 11. Dez. 2022 07:38                                                                      | Falcon 9 Block 5 B1073.5                                                                 | CC SLC-40                                                                                | Hakuto-R Mission 1 Raschid Lunar Flashlight | Mondlander Mondrover Mondorbiter |                                                                                          | TLI                                                                                      | Erfolgreiche Landung auf LZ-2 |
| 190                                                                                      | 16. Dez. 2022 11:46                                                                      | Falcon 9 Block 5 B1071.6                                                                 | VSFB SLC-4E                                                                              | / SWOT | Erdbeobachtungssatellit | 2000                                                                                     | LEO                                                                                      | Erfolgreiche Landung auf LZ-4 |
| 191                                                                                      | 16. Dez. 2022 22:48                                                                      | Falcon 9 Block 5 B1067.8                                                                 | CC SLC-40                                                                                | O3b mPower 1 & 2 | 2 Kommunikationssatelliten |                                                                                          | MEO                                                                                      | Erfolgreiche Landung auf A Shortfall of Gravitas |
| 192                                                                                      | 17. Dez. 2022 21:32                                                                      | Falcon 9 Block 5 B1058.15                                                                | KSC LC-39A                                                                               | Starlink 4-37 | 54 Kommunikationssatelliten | je ca. 300                                                                               | LEO                                                                                      | Erfolgreiche Landung auf Just Read the Instructions Erstmaliger fünfzehnter Start einer Falcon 9-Erststufe |
| 193                                                                                      | 28. Dez. 2022 09:34                                                                      | Falcon 9 Block 5 B1062.11                                                                | CC SLC-40                                                                                | Starlink 5-1 | 54 Kommunikationssatelliten | je ca. 300                                                                               | LEO                                                                                      | Erfolgreiche Landung auf A Shortfall of Gravitas |
| 194                                                                                      | 30. Dez. 2022 07:38                                                                      | Falcon 9 Block 5 B1061.11                                                                | VSFB SLC-4E                                                                              | EROS-C3-1 | Erdbeobachtungssatellit | 400                                                                                      | SSO                                                                                      | Erfolgreiche Landung auf LZ-4 |
| 2023                                                                                     |                                                                                          |                                                                                          |                                                                                          | | |                                                                                          |                                                                                          | |
| 195                                                                                      | 3. Jan. 2023 14:56                                                                       | Falcon 9 Block 5 B1060.15                                                                | CC SLC-40                                                                                | Transporter-6 (→ Liste der Nutzlasten) | Kleinsatelliten-Rideshare |                                                                                          | SSO                                                                                      | Die Satelliten ICEYE-X22 und RROCI verblieben in ihrer Transporthalterung und gingen verloren. Erfolgreiche Landung auf LZ-1 |
| 196                                                                                      | 10. Jan. 2023 04:50                                                                      | Falcon 9 Block 5 B1076.2                                                                 | CC SLC-40                                                                                | OneWeb 16 | 40 Kommunikationssatelliten | je 147 kg                                                                                | LEO                                                                                      | Erfolgreiche Landung auf LZ-1 |
| 5                                                                                        | 15. Jan. 2023 22:56                                                                      | Falcon Heavy Block 5-5-5 B1064.2 B1070 B1065.2                                           | KSC LC-39A                                                                               | USSF-67 | militärische Satellitenmission |                                                                                          | GEO                                                                                      | Erfolgreiche Landung beider Seitenbooster auf den CCAFS-Landezonen 1 und 2 |
| 197                                                                                      | 18. Jan. 2023 12:24                                                                      | Falcon 9 Block 5 B1077.2                                                                 | CC SLC-40                                                                                | GPS III-6 | Navigationssatellit | ca. 4000                                                                                 | GPS-TO 7                                                                                 | Erfolgreiche Landung auf A Shortfall of Gravitas |
| 198                                                                                      | 19. Jan. 2023 15:43                                                                      | Falcon 9 Block 5 B1075.1                                                                 | VSFB SLC-4E                                                                              | Starlink 2-4 | 51 Kommunikationssatelliten | je ca. 300                                                                               | LEO                                                                                      | Erfolgreiche Landung auf Of Course I Still Love You |
| 199                                                                                      | 26. Jan. 2023 09:32                                                                      | Falcon 9 Block 5 B1067.9                                                                 | CC SLC-40                                                                                | Starlink 5-2 | 56 Kommunikationssatelliten | je ca. 300                                                                               | LEO                                                                                      | Erfolgreiche Landung auf Just Read the Instructions Mit 17,4 t die bislang schwerste Nutzlast für Falcon 9 |
| 200                                                                                      | 31. Jan. 2023 16:15                                                                      | Falcon 9 Block 5 B1071.7                                                                 | VSFB SLC-4E                                                                              | Starlink 2-6 ION SCV009 | 49 Kommunikationssatelliten Cubesat–Rideshare | je ca. 300                                                                               | LEO                                                                                      | Erfolgreiche Landung auf Of Course I Still Love You |
| 201                                                                                      | 2. Feb. 2023 07:58                                                                       | Falcon 9 Block 5 B1069.5                                                                 | KSC LC-39A                                                                               | Starlink 5-3 | 53 Kommunikationssatelliten | je ca. 300                                                                               | LEO                                                                                      | Erfolgreiche Landung auf A Shortfall of Gravitas |
| 202                                                                                      | 7. Feb. 2023 01:32                                                                       | Falcon 9 Block 5 B1073.6                                                                 | CC SLC-40                                                                                | Amazonas Nexus | Kommunikationssatellit | 4500                                                                                     | GTO                                                                                      | Erfolgreiche Landung auf Just Read the Instructions |
| 203                                                                                      | 12. Feb. 2023 05:10                                                                      | Falcon 9 Block 5 B1062.12                                                                | CC SLC-40                                                                                | Starlink 5-4 | 55 Kommunikationssatelliten | je ca. 300                                                                               | LEO                                                                                      | Erfolgreiche Landung auf A Shortfall of Gravitas |
| 204                                                                                      | 17. Feb. 2023 19:12                                                                      | Falcon 9 Block 5 B1063.9                                                                 | VSFB SLC-4E                                                                              | Starlink 2-5 | 51 Kommunikationssatelliten | je ca. 300                                                                               | LEO                                                                                      | Erfolgreiche Landung auf Of Course I Still Love You |
| 205                                                                                      | 18. Feb. 2023 03:59                                                                      | Falcon 9 Block 5 B1077.3                                                                 | CC SLC-40                                                                                | Inmarsat 6-F2 | Kommunikationssatellit |                                                                                          | GTO                                                                                      | Erfolgreiche Landung auf Just Read the Instructions |
| 206                                                                                      | 27. Feb. 2023 23:13                                                                      | Falcon 9 Block 5 B1076.3                                                                 | CC SLC-40                                                                                | Starlink 6-1 | 21 Kommunikationssatelliten |                                                                                          | LEO                                                                                      | Erfolgreiche Landung auf A Shortfall of Gravitas Erster Start der zweiten Starlink-Generation |
| 207                                                                                      | 2. März 2023 05:34                                                                       | Falcon 9 Block 5 B1078.1                                                                 | KSC LC-39A                                                                               | SpaceX Crew-6 | Crew Dragon „Endeavour“ Besatzung: - Stephen Bowen - Woody Hoburg - Sultan al-Nejadi - Andrei Fedyaev |                                                                                          | LEO                                                                                      | Flug zur ISS Erfolgreiche Landung auf Just Read the Instructions |
| 208                                                                                      | 3. März 2023 18:38                                                                       | Falcon 9 Block 5 B1061.12                                                                | VSFB SLC-4E                                                                              | Starlink 2-7 | 51 Kommunikationssatelliten | je ca. 300                                                                               | LEO                                                                                      | Erfolgreiche Landung auf Of Course I Still Love You |
| 209                                                                                      | 9. März 2023 19:13                                                                       | Falcon 9 Block 5 B1062.13                                                                | CC SLC-40                                                                                | OneWeb 17 | 40 Kommunikationssatelliten |                                                                                          | LEO                                                                                      | Erfolgreiche Landung auf LZ-1 |
| 210                                                                                      | 15. März 2023 00:30                                                                      | Falcon 9 Block 5 B1073.7                                                                 | KSC LC-39A                                                                               | SpaceX CRS-27 | Cargo Dragon 2 |                                                                                          | LEO                                                                                      | Versorgungsflug zur ISS Erfolgreiche Landung auf A Shortfall of Gravitas |
| 211                                                                                      | 17. März 2023 19:26                                                                      | Falcon 9 Block 5 B1071.8                                                                 | VSFB SLC-4E                                                                              | Starlink 2-8 | 52 Kommunikationssatelliten | je ca. 300                                                                               | LEO                                                                                      | Erfolgreiche Landung auf Of Course I Still Love You |
| 212                                                                                      | 17. März 2023 23:38                                                                      | Falcon 9 Block 5 B1069.6                                                                 | CC SLC-40                                                                                | SES-18 und -19 | 2 Kommunikationssatelliten | je ca. 1200                                                                              | GEO                                                                                      | Erfolgreiche Landung auf Just Read the Instructions |
| 213                                                                                      | 24. März 2023 15:43                                                                      | Falcon 9 Block 5 B1067.10                                                                | CC SLC-40                                                                                | Starlink 5-5 | 56 Kommunikationssatelliten |                                                                                          | LEO                                                                                      | Erfolgreiche Landung auf A Shortfall of Gravitas |
| 214                                                                                      | 29. März 2023 20:01                                                                      | Falcon 9 Block 5 B1077.4                                                                 | CC SLC-40                                                                                | Starlink 5-10 | 56 Kommunikationssatelliten |                                                                                          | LEO                                                                                      | Erfolgreiche Landung auf Just Read the Instructions |
| 215                                                                                      | 2. April 2023 14:29                                                                      | Falcon 9 Block 5 B1075.2                                                                 | VSFB SLC-4E                                                                              | SDA Tranche 0A | 8 Militärkommunikationssatelliten 2 Frühwarnsatelliten |                                                                                          | LEO                                                                                      | Erfolgreiche Landung auf LZ-4 |
| 216                                                                                      | 7. April 2023 04:30                                                                      | Falcon 9 Block 5 B1076.4                                                                 | CC SLC-40                                                                                | Intelsat 40e/TEMPO | Kommunikationssatellit Erdbeobachtung |                                                                                          | GTO                                                                                      | Erfolgreiche Landung auf A Shortfall of Gravitas |
| 217                                                                                      | 15. April 2023 06:48                                                                     | Falcon 9 Block 5 B1063.10                                                                | VSFB SLC-4E                                                                              | Transporter-7 (→ Liste der Nutzlasten) | Kleinsatelliten-Rideshare |                                                                                          | SSO                                                                                      | Erfolgreiche Landung auf LZ-4 |
| 218                                                                                      | 19. April 2023 14:31                                                                     | Falcon 9 Block 5 B1073.8                                                                 | CC SLC-40                                                                                | Starlink 6-2 | 21 Kommunikationssatelliten |                                                                                          | LEO                                                                                      | Erfolgreiche Landung auf A Shortfall of Gravitas |
| 219                                                                                      | 27. April 2023 13:40                                                                     | Falcon 9 Block 5 B1061.13                                                                | VSFB SLC-4E                                                                              | Starlink 3-5 | 46 Kommunikationssatelliten |                                                                                          | LEO                                                                                      | Erfolgreiche Landung auf Of Course I Still Love You |
| 220                                                                                      | 28. April 2023 22:12                                                                     | Falcon 9 Block 5 B1078.2                                                                 | CC SLC-40                                                                                | O3b mPower 3 & 4 | 2 Kommunikationssatelliten |                                                                                          | MEO                                                                                      | Erfolgreiche Landung auf Just Read the Instructions |
| 6                                                                                        | 1. Mai 2023 00:26                                                                        | Falcon Heavy Block 5-5-5 B1052.8 B1068 B1053.3                                           | KSC LC-39A                                                                               | ViaSat-3 Americas Arcturus G-Space 1 | Kommunikationssatellit Cubesat | 6400 300 22                                                                              | GEO                                                                                      | Keine Bergung der Erststufen |
| 221                                                                                      | 4. Mai 2023 07:39                                                                        | Falcon 9 Block 5 B1069.7                                                                 | CC SLC-40                                                                                | Starlink 5-6 | 56 Kommunikationssatelliten |                                                                                          | LEO                                                                                      | Erfolgreiche Landung auf A Shortfall of Gravitas |
| 222                                                                                      | 10. Mai 2023 20:09                                                                       | Falcon 9 Block 5 B1075.3                                                                 | VSFB SLC-4E                                                                              | Starlink 2-9 | 51 Kommunikationssatelliten |                                                                                          | LEO                                                                                      | Erfolgreiche Landung auf Of Course I Still Love You |
| 223                                                                                      | 14. Mai 2023 05:03                                                                       | Falcon 9 Block 5 B1067.11                                                                | CC SLC-40                                                                                | Starlink 5-9 | 56 Kommunikationssatelliten |                                                                                          | LEO                                                                                      | Erfolgreiche Landung auf Just Read the Instructions |
| 224                                                                                      | 19. Mai 2023 06:19                                                                       | Falcon 9 Block 5 B1076.5                                                                 | CC SLC-40                                                                                | Starlink 6-3 | 22 Kommunikationssatelliten |                                                                                          | LEO                                                                                      | Erfolgreiche Landung auf A Shortfall of Gravitas |
| 225                                                                                      | 20. Mai 2023 13:16                                                                       | Falcon 9 Block 5 B1063.11                                                                | VSFB SLC-4E                                                                              | Iridium NEXT 9 OneWeb 19 | 5 Kommunikationssatelliten 15 Kommunikationssatelliten und 1 Technologieerprobungssatellit |                                                                                          | LEO                                                                                      | Erfolgreiche Landung auf Of Course I Still Love You |
| 226                                                                                      | 21. Mai 2023 21:37                                                                       | Falcon 9 Block 5 B1080.1                                                                 | KSC LC-39A                                                                               | Axiom Mission 2 | Crew Dragon „Freedom“ Besatzung: - Peggy Whitson - John Shoffner - Ali Alqarni - Rayyanah Barnawi |                                                                                          | LEO                                                                                      | Privater Flug zur ISS Erfolgreiche Landung auf LZ-1 |
| 227                                                                                      | 27. Mai 2023 04:30                                                                       | Falcon 9 Block 5 B1062.14                                                                | CC SLC-40                                                                                | BADR-8 | Kommunikationssatellit | 4500                                                                                     | GTO                                                                                      | Erfolgreiche Landung auf Just Read the Instructions |
| 228                                                                                      | 31. Mai 2023 06:02                                                                       | Falcon 9 Block 5 B1061.14                                                                | VSFB SLC-4E                                                                              | Starlink 2-10 | 52 Kommunikationssatelliten | je ca. 300                                                                               | LEO                                                                                      | Erfolgreiche Landung auf Of Course I Still Love You |
| 229                                                                                      | 4. Juni 2023 12:20                                                                       | Falcon 9 Block 5 B1078.3                                                                 | CC SLC-40                                                                                | Starlink 6-4 | 22 Kommunikationssatelliten |                                                                                          | LEO                                                                                      | Erfolgreiche Landung auf Just Read the Instructions |
| 230                                                                                      | 5. Juni 2023 15:47                                                                       | Falcon 9 Block 5 B1077.5                                                                 | KSC LC-39A                                                                               | SpaceX CRS-28 | Cargo Dragon 2 |                                                                                          | LEO                                                                                      | Versorgungsflug zur ISS Erfolgreiche Landung auf A Shortfall of Gravitas |
| 231                                                                                      | 12. Juni 2023 07:10                                                                      | Falcon 9 Block 5 B1073.9                                                                 | CC SLC-40                                                                                | Starlink 5-11 | 52 Kommunikationssatelliten |                                                                                          | LEO                                                                                      | Erfolgreiche Landung auf Just Read the Instructions |
| 232                                                                                      | 12. Juni 2023 21:35                                                                      | Falcon 9 Block 5 B1071.9                                                                 | VSFB SLC-4E                                                                              | Transporter-8 (→ Liste der Nutzlasten) | Kleinsatelliten-Rideshare |                                                                                          | SSO                                                                                      | Erfolgreiche Landung auf LZ-4 |
| 233                                                                                      | 18. Juni 2023 22:21                                                                      | Falcon 9 Block 5 B1067.12                                                                | CC SLC-40                                                                                | Satria | Kommunikationssatellit |                                                                                          | GTO                                                                                      | Erfolgreiche Landung auf A Shortfall of Gravitas |
| 234                                                                                      | 22. Juni 2023 07:19                                                                      | Falcon 9 Block 5 B1075.4                                                                 | VSFB SLC-4E                                                                              | Starlink 5-7 | 47 Kommunikationssatelliten | je ca. 300                                                                               | LEO                                                                                      | Erfolgreiche Landung auf Of Course I Still Love You |
| 235                                                                                      | 23. Juni 2023 15:35                                                                      | Falcon 9 Block 5 B1069.8                                                                 | CC SLC-40                                                                                | Starlink 5-12 | 56 Kommunikationssatelliten | je ca. 300                                                                               | LEO                                                                                      | Erfolgreiche Landung auf Just Read the Instructions |
| 236                                                                                      | 1. Juli 2023 15:12                                                                       | Falcon 9 Block 5 B1080.2                                                                 | CC SLC-40                                                                                | Euclid | Weltraumteleskop | 2160                                                                                     |                                                                                          | Erfolgreiche Landung auf A Shortfall of Gravitas |
| 237                                                                                      | 7. Juli 2023 19:29                                                                       | Falcon 9 Block 5 B1063.12                                                                | VSFB SLC-4E                                                                              | Starlink 5-13 | 48 Kommunikationssatelliten | je ca. 300                                                                               | LEO                                                                                      | Erfolgreiche Landung auf Of Course I Still Love You |
| 238                                                                                      | 10. Juli 2023 03:58                                                                      | Falcon 9 Block 5 B1058.16                                                                | CC SLC-40                                                                                | Starlink 6-5 | 22 Kommunikationssatelliten |                                                                                          | LEO                                                                                      | Erfolgreiche Landung auf Just Read the Instructions Erstmaliger sechszehnter Start einer Falcon 9-Erststufe |
| 239                                                                                      | 16. Juli 2023 03:50                                                                      | Falcon 9 Block 5 B1060.16                                                                | CC SLC-40                                                                                | Starlink 5-15 | 54 Kommunikationssatelliten | je ca. 300                                                                               | LEO                                                                                      | Erfolgreiche Landung auf A Shortfall of Gravitas Letzter Start der Starlink v1.5 Satelliten |
| 240                                                                                      | 20. Juli 2023 04:09                                                                      | Falcon 9 Block 5 B1071.10                                                                | VSFB SLC-4E                                                                              | Starlink 6-15 | 15 Kommunikationssatelliten |                                                                                          | LEO                                                                                      | Erfolgreiche Landung auf Of Course I Still Love You |
| 241                                                                                      | 24. Juli 2023 00:50                                                                      | Falcon 9 Block 5 B1076.6                                                                 | CC SLC-40                                                                                | Starlink 6-6 | 22 Kommunikationssatelliten |                                                                                          | LEO                                                                                      | Erfolgreiche Landung auf Just Read the Instructions |
| 242                                                                                      | 28. Juli 2023 04:01                                                                      | Falcon 9 Block 5 B1062.15                                                                | CC SLC-40                                                                                | Starlink 6-7 | 22 Kommunikationssatelliten |                                                                                          | LEO                                                                                      | Erfolgreiche Landung auf A Shortfall of Gravitas |
| 7                                                                                        | 29. Juli 2023 03:04                                                                      | Falcon Heavy Block 5-5-5 B1064.3 B1074 B1065.3                                           | KSC LC-39A                                                                               | EchoStar 24 (Jupiter 3) | Kommunikationssatellit | 9200                                                                                     | GTO                                                                                      | Erfolgreiche Landung beider Seitenbooster auf den CCAFS-Landezonen 1 und 2 |
| 243                                                                                      | 3. Aug. 2023 05:00                                                                       | Falcon 9 Block 5 B1077.6                                                                 | CC SLC-40                                                                                | Galaxy 37 | Kommunikationssatellit |                                                                                          | GTO                                                                                      | Erfolgreiche Landung auf Just Read the Instructions |
| 244                                                                                      | 7. Aug. 2023 02:41                                                                       | Falcon 9 Block 5 B1078.4                                                                 | CC SLC-40                                                                                | Starlink 6-8 | 22 Kommunikationssatelliten |                                                                                          | LEO                                                                                      | Erfolgreiche Landung auf A Shortfall of Gravitas |
| 245                                                                                      | 8. Aug. 2023 03:57                                                                       | Falcon 9 Block 5 B1075.5                                                                 | VSFB SLC-4E                                                                              | Starlink 6-20 | 15 Kommunikationssatelliten |                                                                                          | LEO                                                                                      | Erfolgreiche Landung auf Of Course I Still Love You |
| 246                                                                                      | 11. Aug. 2023 05:17                                                                      | Falcon 9 Block 5 B1069.9                                                                 | CC SLC-40                                                                                | Starlink 6-9 | 22 Kommunikationssatelliten |                                                                                          | LEO                                                                                      | Erfolgreiche Landung auf Just Read the Instructions |
| 247                                                                                      | 17. Aug. 2023 03:36                                                                      | Falcon 9 Block 5 B1067.13                                                                | CC SLC-40                                                                                | Starlink 6-10 | 22 Kommunikationssatelliten |                                                                                          | LEO                                                                                      | Erfolgreiche Landung auf A Shortfall of Gravitas |
| 248                                                                                      | 22. Aug. 2023 09:37                                                                      | Falcon 9 Block 5 B1061.15                                                                | VSFB SLC-4E                                                                              | Starlink 7-1 | 21 Kommunikationssatelliten |                                                                                          | LEO                                                                                      | Erfolgreiche Landung auf Of Course I Still Love You |
| 249                                                                                      | 26. Aug. 2023 07:27                                                                      | Falcon 9 Block 5 B1081.1                                                                 | KSC LC-39A                                                                               | SpaceX Crew-7 | Crew Dragon „Endurance“ Besatzung: - Jasmin Moghbeli - Andreas Mogensen - Satoshi Furukawa - Konstantin Borissow |                                                                                          | LEO                                                                                      | Flug zur ISS Erfolgreiche Landung auf LZ-1 |
| 250                                                                                      | 27. Aug. 2023 01:05                                                                      | Falcon 9 Block 5 B1080.3                                                                 | CC SLC-40                                                                                | Starlink 6-11 | 22 Kommunikationssatelliten |                                                                                          | LEO                                                                                      | Erfolgreiche Landung auf Just Read the Instructions |
| 251                                                                                      | 1. Sep. 2023 02:21                                                                       | Falcon 9 Block 5 B1077.7                                                                 | CC SLC-40                                                                                | Starlink 6-13 | 22 Kommunikationssatelliten |                                                                                          | LEO                                                                                      | Erfolgreiche Landung auf A Shortfall of Gravitas |
| 252                                                                                      | 2. Sep. 2023 14:25                                                                       | Falcon 9 Block 5 B1063.13                                                                | VSFB SLC-4E                                                                              | SDA Tranche 0B | Militärkommunikation, Frühwarnsatelliten |                                                                                          | LEO                                                                                      | Erfolgreiche Landung auf LZ-4 |
| 253                                                                                      | 4. Sep. 2023 02:47                                                                       | Falcon 9 Block 5 B1073.10                                                                | KSC LC-39A                                                                               | Starlink 6-12 | 21 Kommunikationssatelliten |                                                                                          | LEO                                                                                      | Erfolgreiche Landung auf Just Read the Instructions |
| 254                                                                                      | 9. Sep. 2023 03:12                                                                       | Falcon 9 Block 5 B1076.7                                                                 | CC SLC-40                                                                                | Starlink 6-14 | 22 Kommunikationssatelliten |                                                                                          | LEO                                                                                      | Erfolgreiche Landung auf A Shortfall of Gravitas |
| 255                                                                                      | 12. Sep. 2023 06:57                                                                      | Falcon 9 Block 5 B1071.11                                                                | VSFB SLC-4E                                                                              | Starlink 7-2 | 21 Kommunikationssatelliten |                                                                                          | LEO                                                                                      | Erfolgreiche Landung auf Of Course I Still Love You |
| 256                                                                                      | 16. Sep. 2023 03:38                                                                      | Falcon 9 Block 5 B1078.5                                                                 | CC SLC-40                                                                                | Starlink 6-16 | 22 Kommunikationssatelliten |                                                                                          | LEO                                                                                      | Erfolgreiche Landung auf Just Read the Instructions |
| 257                                                                                      | 20. Sep. 2023 03:38                                                                      | Falcon 9 Block 5 B1058.17                                                                | CC SLC-40                                                                                | Starlink 6-17 | 22 Kommunikationssatelliten |                                                                                          | LEO                                                                                      | Erfolgreiche Landung auf A Shortfall of Gravitas Erstmaliger siebzehnter Start einer Falcon 9-Erststufe |
| 258                                                                                      | 24. Sep. 2023 03:38                                                                      | Falcon 9 Block 5 B1060.17                                                                | CC SLC-40                                                                                | Starlink 6-18 | 22 Kommunikationssatelliten |                                                                                          | LEO                                                                                      | Erfolgreiche Landung auf Just Read the Instructions |
| 259                                                                                      | 25. Sep. 2023 08:48                                                                      | Falcon 9 Block 5 B1075.6                                                                 | VSFB SLC-4E                                                                              | Starlink 7-3 | 21 Kommunikationssatelliten |                                                                                          | LEO                                                                                      | Erfolgreiche Landung auf Of Course I Still Love You |
| 260                                                                                      | 30. Sep. 2023 02:00                                                                      | Falcon 9 Block 5 B1069.10                                                                | CC SLC-40                                                                                | Starlink 6-19 | 22 Kommunikationssatelliten |                                                                                          | LEO                                                                                      | Erfolgreiche Landung auf A Shortfall of Gravitas |
| 261                                                                                      | 5. Okt. 2023 05:36                                                                       | Falcon 9 Block 5 B1076.8                                                                 | CC SLC-40                                                                                | Starlink 6-21 | 22 Kommunikationssatelliten |                                                                                          | LEO                                                                                      | Erfolgreiche Landung auf Just Read the Instructions |
| 262                                                                                      | 9. Okt. 2023 07:43                                                                       | Falcon 9 Block 5 B1063.14                                                                | VSFB SLC-4E                                                                              | Starlink 7-4 | 21 Kommunikationssatelliten |                                                                                          | LEO                                                                                      | Erfolgreiche Landung auf Of Course I Still Love You |
| 8                                                                                        | 13. Okt. 2023 14:19                                                                      | Falcon Heavy Block 5-5-5 B1064.4 B1079 B1065.4                                           | KSC LC-39A                                                                               | Psyche | Asteroidensonde | 2800                                                                                     | Fluchtbahn                                                                               | Erfolgreiche Landung beider Seitenbooster auf den CCAFS-Landezonen 1 und 2 |
| 263                                                                                      | 13. Okt. 2023 23:01                                                                      | Falcon 9 Block 5 B1067.14                                                                | CC SLC-40                                                                                | Starlink 6-22 | 22 Kommunikationssatelliten |                                                                                          | LEO                                                                                      | Erfolgreiche Landung auf A Shortfall of Gravitas |
| 264                                                                                      | 18. Okt. 2023 00:39                                                                      | Falcon 9 Block 5 B1062.16                                                                | CC SLC-40                                                                                | Starlink 6-23 | 22 Kommunikationssatelliten |                                                                                          | LEO                                                                                      | Erfolgreiche Landung auf Just Read the Instructions |
| 265                                                                                      | 21. Okt. 2023 08:23                                                                      | Falcon 9 Block 5 B1061.16                                                                | VSFB SLC-4E                                                                              | Starlink 7-5 | 21 Kommunikationssatelliten |                                                                                          | LEO                                                                                      | Erfolgreiche Landung auf Of Course I Still Love You |
| 266                                                                                      | 22. Okt. 2023 02:17                                                                      | Falcon 9 Block 5 B1080.4                                                                 | CC SLC-40                                                                                | Starlink 6-24 | 23 Kommunikationssatelliten |                                                                                          | LEO                                                                                      | Erfolgreiche Landung auf A Shortfall of Gravitas |
| 267                                                                                      | 29. Okt. 2023 09:00                                                                      | Falcon 9 Block 5 B1075.7                                                                 | VSFB SLC-4E                                                                              | Starlink 7-6 | 22 Kommunikationssatelliten |                                                                                          | LEO                                                                                      | Erfolgreiche Landung |
| 268                                                                                      | 30. Okt. 2023 23:20                                                                      | Falcon 9 Block 5 B1077.8                                                                 | CC SLC-40                                                                                | Starlink 6-25 | 23 Kommunikationssatelliten |                                                                                          | LEO                                                                                      | Erfolgreiche Landung |
| 269                                                                                      | 4. Nov. 2023 00:37                                                                       | Falcon 9 Block 5 B1058.18                                                                | CC SLC-40                                                                                | Starlink 6-26 | 23 Kommunikationssatelliten |                                                                                          | LEO                                                                                      | Erfolgreiche Landung |
| 270                                                                                      | 8. Nov. 2023 05:05                                                                       | Falcon 9 Block 5 B1073.11                                                                | CC SLC-40                                                                                | Starlink 6-27 | 23 Kommunikationssatelliten |                                                                                          | LEO                                                                                      | Erfolgreiche Landung |
| 271                                                                                      | 10. Nov. 2023 01:28                                                                      | Falcon 9 Block 5 B1081.2                                                                 | KSC LC-39A                                                                               | SpaceX CRS-29 | Cargo Dragon 2 |                                                                                          | LEO                                                                                      | Versorgungsflug zur ISS Erfolgreiche Landung |
| 272                                                                                      | 11. Nov. 2023 18:49                                                                      | Falcon 9 Block 5 B1071.12                                                                | VSFB SLC-4E                                                                              | Transporter-9 (→ Liste der Nutzlasten) | Kleinsatelliten-Rideshare |                                                                                          | SSO                                                                                      | Die Satelliten Picacho, Aman 1 und Jinjusat-1 verblieben in ihrer Transporthalterung und gingen verloren. Erfolgreiche Landung |
| 273                                                                                      | 12. Nov. 2023 21:08                                                                      | Falcon 9 Block 5 B1076.9                                                                 | CC SLC-40                                                                                | O3b mPower 5 & 6 | 2 Kommunikationssatelliten |                                                                                          | MEO                                                                                      | Erfolgreiche Landung |
| 274                                                                                      | 18. Nov. 2023 05:05                                                                      | Falcon 9 Block 5 B1069.11                                                                | CC SLC-40                                                                                | Starlink 6-28 | 23 Kommunikationssatelliten |                                                                                          | LEO                                                                                      | Erfolgreiche Landung |
| 275                                                                                      | 20. Nov. 2023 10:30                                                                      | Falcon 9 Block 5 B1063.15                                                                | VSFB SLC-4E                                                                              | Starlink 7-7 | 22 Kommunikationssatelliten |                                                                                          | LEO                                                                                      | Erfolgreiche Landung |
| 276                                                                                      | 22. Nov. 2023 07:47                                                                      | Falcon 9 Block 5 B1067.15                                                                | CC SLC-40                                                                                | Starlink 6-29 | 23 Kommunikationssatelliten |                                                                                          | LEO                                                                                      | Erfolgreiche Landung |
| 277                                                                                      | 28. Nov. 2023 04:20                                                                      | Falcon 9 Block 5 B1062.17                                                                | CC SLC-40                                                                                | Starlink 6-30 | 23 Kommunikationssatelliten |                                                                                          | LEO                                                                                      | Erfolgreiche Landung |
| 278                                                                                      | 1. Dez. 2023 18:19                                                                       | Falcon 9 Block 5 B1061.17                                                                | VSFB SLC-4E                                                                              | 425-Projekt EO/IR Spirit EIRSat-1 weitere Nutzlasten | Erdbeobachtungssatellit Technologieerprobungssatellit Hochschulprojekt Kleinsatelliten | 800                                                                                      | LEO                                                                                      | Erfolgreiche Landung |
| 279                                                                                      | 3. Dez. 2023 04:00                                                                       | Falcon 9 Block 5 B1078.6                                                                 | CC SLC-40                                                                                | Starlink 6-31 | 23 Kommunikationssatelliten |                                                                                          | LEO                                                                                      | Erfolgreiche Seelandung |
| 280                                                                                      | 7. Dez. 2023 05:07                                                                       | Falcon 9 Block 5 B1077.9                                                                 | CC SLC-40                                                                                | Starlink 6-33 | 23 Kommunikationssatelliten |                                                                                          | LEO                                                                                      | Erfolgreiche Seelandung |
| 281                                                                                      | 8. Dez. 2023 08:03                                                                       | Falcon 9 Block 5 B1071.13                                                                | VSFB SLC-4E                                                                              | Starlink 7-8 | 22 Kommunikationssatelliten |                                                                                          | LEO                                                                                      | Erfolgreiche Seelandung |
| 282                                                                                      | 19. Dez. 2023 04:01                                                                      | Falcon 9 B1081.3                                                                         | CC SLC-40                                                                                | Starlink 6-34 | 23 Kommunikationssatelliten |                                                                                          | LEO                                                                                      | Erfolgreiche Seelandung |
| 283                                                                                      | 23. Dez. 2023 05:33                                                                      | Falcon 9 Block 5 B1058.19                                                                | CC SLC-40                                                                                | Starlink 6-32 | 23 Kommunikationssatelliten |                                                                                          | LEO                                                                                      | Erfolgreiche Seelandung, Raketenstufe aber beim Rücktransport umgefallen und zerstört |
| 284                                                                                      | 24. Dez. 2023 13:11                                                                      | Falcon 9 Block 5 B1075.8                                                                 | VSFB SLC-4E                                                                              | SARah 2/3 | Aufklärungssatelliten | 2 × 1800                                                                                 |                                                                                          | Erfolgreiche Landlandung |
| 9                                                                                        | 29. Dez. 2023 01:07                                                                      | Falcon Heavy Block 5-5-5 B1064.5 B1084 B1065.5                                           | KSC LC-39A                                                                               | X-37B OTV-7 (USSF-52) | Raumgleiter |                                                                                          |                                                                                          | 2× Erfolgreiche Landlandung |
| 285                                                                                      | 29. Dez. 2023 04:01                                                                      | Falcon 9 Block 5 B1069.12                                                                | CC SLC-40                                                                                | Starlink 6-36 | 23 Kommunikationssatelliten |                                                                                          | LEO                                                                                      | Erfolgreiche Seelandung |

### Starts ab 2024 (ohne Starlink)
Stand: 15. August 2025
Zu Starlink-Starts siehe Liste der Starlink-Satellitenstarts.
| Lfd. Nr. 4  | Datum (UTC)   | Typ                       | Startplatz  | Missionsbezeichnung Nutzlast                                              | Art der Nutzlast | Nutzlast in kg 5 | Orbit 6        | Landeplatz | Anmerkungen                                          |
| 2024 – 2025 | 2024 – 2025   | 2024 – 2025               | 2024 – 2025 | 2024 – 2025                                                               | 2024 – 2025 | 2024 – 2025      | 2024 – 2025    |            |                                                      |
| 2024        | 2024          | 2024                      | 2024        | 2024                                                                      | 2024 | 2024             | 2024           | 2024       | 2024                                                 |
| ----------- | ------------- | ------------------------- | ----------- | ------------------------------------------------------------------------- | --- | ---------------- | -------------- | ---------- | ---------------------------------------------------- |
| 286         | 3. Jan. 2024  | Falcon 9 Block 5 B1076.10 | CC SLC-40   | Ovzon 3                                                                   | Kommunikationssatellit | 1500             | GEO            | LZ-1       |                                                      |
| 291         | 18. Jan. 2024 | Falcon 9 Block 5 B1080.5  | KSC LC-39A  | Axiom Mission 3                                                           | Crew Dragon „Freedom“ Besatzung: - Michael López-Alegría - Walter Villadei - Alper Gezeravcı - Marcus Wandt                  |                  | LEO            | LZ-1       | privat organisierter Flug zur ISS                    |
| 295         | 30. Jan. 2024 | Falcon 9 Block 5 B1077.10 | CC SLC-40   | NG CRS-20                                                                 | Cygnus-Raumfrachter |                  | LEO            | LZ-1       | Versorgungsflug zur ISS                              |
| 296         | 8. Feb. 2024  | Falcon 9 Block 5 B1081.4  | CC SLC-40   | PACE                                                                      | Erdbeobachtungssatellit | 1700             | SSO            | LZ-1       |                                                      |
| 298         | 14. Feb. 2024 | Falcon 9 Block 5 B1078.7  | CC SLC-40   | USSF-124                                                                  | 6 militärische Frühwarnsatelliten                                                                                            |                  | LEO            | LZ-2       |                                                      |
| 299         | 15. Feb. 2024 | Falcon 9 Block 5 B1060.18 | KSC LC-39A  | IM-1 (Nova-C)                                                             | Mondlander |                  | TLI            | LZ-1       | CLPS-Mission                                         |
| 301         | 20. Feb. 2024 | Falcon 9 Block 5 B1067.17 | CC SLC-40   | Merah Putih 2                                                             | Kommunikationssatellit |                  | GTO            | JRTI       |                                                      |
| 305         | 4. März 2024  | Falcon 9 Block 5 B1083.1  | KSC LC-39A  | SpaceX Crew-8                                                             | Crew Dragon „Endeavour“ Besatzung: - Matthew Dominick - Michael Reed Barratt - Jeanette Epps - Alexander Grebenkin           |                  | LEO            | LZ-1       | Zubringerflug zur ISS                                |
| 306         | 4. März 2024  | Falcon 9 Block 5 B1081.5  | VSFB SLC-4E | Transporter-10 MethaneSAT weitere Nutzlasten                              | Rideshare-Start Erdbeobachtungssatellit 51 Kleinsatelliten                                                                   | 350              | SSO            | LZ-4       |                                                      |
| 311         | 19. März 2024 | Falcon 9 Block 5 B1075.10 | VSFB SLC-4E | 2× Starshield (mit Starlink-Satelliten)                                   | Aufklärungssatelliten |                  | LEO            | OCISLY     |                                                      |
| 312         | 21. März 2024 | Falcon 9 Block 5 B1080.6  | CC SLC-40   | SpaceX CRS-30 Elana 51 Cubesats                                           | Cargo Dragon 2 4 Hochschulprojekte 3 Hochschulprojekte                                                                       |                  | LEO            | LZ-1       | Versorgungsflug zur ISS                              |
| 315         | 30. März 2024 | Falcon 9 Block 5 B1076.12 | KSC LC-39A  | Eutelsat 36D                                                              | Kommunikationssatellit |                  | GTO            | JRTI       |                                                      |
| 320         | 7. Apr. 2024  | Falcon 9 Block 5 B1073.14 | CC SLC-40   | Bandwagon-1 425-Projekt SAR 1 weitere Nutzlasten                          | Rideshare-Start Aufklärungssatellit 10 Kleinsatelliten                                                                       |                  | SSO            | LZ-1       |                                                      |
| 322         | 11. Apr. 2024 | Falcon 9 Block 5 B1082.3  | VSFB SLC-4E | WSF-M 1 (USSF-62)                                                         | militärischer Wettersatellit                                                                                                 |                  | LEO            | LZ-4       |                                                      |
| 327         | 28. Apr. 2024 | Falcon 9 Block 5 B1060.20 | KSC LC-39A  | Galileo 29, 30                                                            | 2 Navigationssatelliten | 2 × 733          | MEO            | –          | planmäßig ohne Landung                               |
| 329         | 2. Mai 2024   | Falcon 9 Block 5 B1061.20 | VSFB SLC-4E | WorldView Legion 1 und 2                                                  | 2 Erdbeobachtungssatelliten                                                                                                  |                  | SSO            | LZ-4       |                                                      |
| 337         | 22. Mai 2024  | Falcon 9 Block 5 B1071.16 | VSFB SLC-4E | Starshield 1 (NROL-146)                                                   | 21 Aufklärungssatelliten |                  | LEO            | OCISLY     |                                                      |
| 341         | 28. Mai 2024  | Falcon 9 Block 5 B1081.7  | VSFB SLC-4E | / EarthCARE                                                               | Erdbeobachtungssatellit |                  | SSO            | LZ-4       |                                                      |
| 347         | 20. Juni 2024 | Falcon 9 Block 5 B1080.9  | CC SLC-40   | Astra 1P (SES-24)                                                         | Kommunikationssatellit |                  | GTO            | JRTI       |                                                      |
| 10          | 25. Juni 2024 | Falcon Heavy Block 5-5-5  | KSC LC-39A  | GOES-U                                                                    | Wettersatellit | 5192             | GEO            | LZ-1, LZ-2 |                                                      |
| 351         | 29. Juni 2024 | Falcon 9 Block 5 B1081.8  | VSFB SLC-4E | Starshield 2 (NROL-186)                                                   | 21 Aufklärungssatelliten |                  | LEO            | OCISLY     |                                                      |
| 353         | 8. Juli 2024  | Falcon 9 Block 5 B1076.15 | CC SLC-40   | Türksat 6A                                                                | Kommunikationssatellit | 4250             | GTO            | JRTI       |                                                      |
| 359         | 4. Aug. 2024  | Falcon 9 Block 5 B1080.10 | CC SLC-40   | NG CRS-21                                                                 | Cygnus-Raumfrachter |                  | LEO            | LZ-1       | Versorgungsflug zur ISS                              |
| 361         | 12. Aug. 2024 | Falcon 9 Block 5 B1061.22 | VSFB SLC-4E | / ASBM 1 (GX-10A) / ASBM 2 (GX-10B)                                       | 2 Kommunikationssatelliten                                                                                                   | 2 × ca. 2000     | HEO            | OCISLY     |                                                      |
| 363         | 15. Aug. 2024 | Falcon 9 Block 5 B1076.16 | CC SLC-40   | WorldView Legion 3 und 4                                                  | 2 Erdbeobachtungssatelliten                                                                                                  |                  | LEO            | LZ-1       |                                                      |
| 364         | 16. Aug. 2024 | Falcon 9 Block 5 B1075.12 | VSFB SLC-4E | Transporter-11 AWS weitere Nutzlasten                                     | Rideshare-Start Wettersatellit Kleinsatelliten                                                                               |                  | LEO            | LZ-4       |                                                      |
| 371         | 6. Sep. 2024  | Falcon 9 Block 5 B1063.20 | VSFB SLC-4E | Starshield 3 (NROL-113)                                                   | 21 Aufklärungssatelliten |                  | LEO            | OCISLY     |                                                      |
| 372         | 10. Sep. 2024 | Falcon 9 Block 5 B1083.4  | KSC LC-39A  | Polaris Dawn                                                              | Crew Dragon „Resilience“ Besatzung: - Jared Isaacman - Scott Poteet - Sarah Gillis - Anna Menon                              |                  | LEO            | JRTI       | mehrtägiger nichtstaatlicher Raumflug                |
| 373         | 12. Sep. 2024 | Falcon 9 Block 5 B1078.13 | CC SLC-40   | Bluebird Block 1                                                          | 5 Kommunikationssatelliten                                                                                                   |                  | LEO            | LZ-1       |                                                      |
| 375         | 17. Sep. 2024 | Falcon 9 Block 5 B1067.22 | CC SLC-40   | Galileo 31, 32                                                            | 2 Navigationssatelliten | 2 × 715          | MEO            | JRTI       |                                                      |
| 378         | 28. Sep. 2024 | Falcon 9 Block 5 B1085.2  | CC SLC-40   | SpaceX Crew-9                                                             | Crew Dragon „Freedom“ Besatzung: - Nick Hague - Alexander Gorbunow                                                           |                  | LEO            | LZ-1       | Flug zur ISS, Rückkehr mit zwei weiteren Raumfahrern |
| 379         | 7. Okt. 2024  | Falcon 9 Block 5 B1061.23 | CC SLC-40   | Hera                                                                      | Asteroidensonde | 1050             | Fluchtbahn     | –          |                                                      |
| 11          | 14. Okt. 2024 | Falcon Heavy Block 5-5-5  | KSC LC-39A  | Europa Clipper                                                            | Jupitersonde |                  | Fluchtbahn     | –          |                                                      |
| 382         | 20. Okt. 2024 | Falcon 9 Block 5 B1082.7  | VSFB SLC-4E | OneWeb 20                                                                 | 20 Kommunikationssatelliten                                                                                                  |                  | LEO            | LZ-4       |                                                      |
| 385         | 24. Okt. 2024 | Falcon 9 Block 5 B1063.21 | VSFB SLC-4E | Starshield 4 (NROL-167)                                                   | 17 Aufklärungssatelliten |                  | LEO            | OCISLY     |                                                      |
| 389         | 5. Nov. 2024  | Falcon 9 Block 5 B1083.5  | KSC LC-39A  | SpaceX CRS-31                                                             | Cargo Dragon 2 |                  | LEO            | LZ-1       | Versorgungsflug zur ISS                              |
| 392         | 11. Nov. 2024 | Falcon 9 Block 5 B1067.23 | KSC LC-39A  | Koreasat 6A                                                               | Kommunikationssatellit | 3500             | GTO            | LZ-1       |                                                      |
| 396         | 17. Nov. 2024 | Falcon 9 Block 5 B1077.16 | KSC LC-39A  | Optus-X                                                                   | Kommunikationssatellit |                  | GTO            | ASOG       |                                                      |
| 398         | 18. Nov. 2024 | Falcon 9 Block 5 B1073.19 | CC SLC-40   | GSAT-N2 (GSAT-20)                                                         | Kommunikationssatellit |                  | GTO            | JRTI       |                                                      |
| 404         | 30. Nov. 2024 | Falcon 9 Block 5 B1088.1  | VSFB SLC-4E | Starshield 5 (NROL-126) (mit Starlink-Satelliten)                         | 3 Aufklärungssatelliten |                  | LEO            | OCISLY     |                                                      |
| 407         | 5. Dez. 2024  | Falcon 9 Block 5 B1076.19 | KSC LC-39A  | SXM 9                                                                     | Kommunikationssatellit |                  | GTO            | JRTI       |                                                      |
| 410         | 17. Dez. 2024 | Falcon 9 Block 5 B1085.4  | CC SLC-40   | GPS III-7                                                                 | Navigationssatellit | ca. 4000         | GPS-TO 7       | ASOG       |                                                      |
| 411         | 17. Dez. 2024 | Falcon 9 Block 5 B1063.22 | VSFB SLC-4E | Starshield 6 (NROL-149)                                                   | 22 Aufklärungssatelliten |                  | LEO            | OCISLY     |                                                      |
| 412         | 17. Dez. 2024 | Falcon 9 Block 5 B1090.1  | KSC LC-39A  | O3b mPower 7 & 8                                                          | 2 Kommunikationssatelliten                                                                                                   |                  | MEO            | JRTI       |                                                      |
| 413         | 21. Dez. 2024 | Falcon 9 Block 5 B1071.21 | VSFB SLC-4E | Bandwagon-2 425-Projekt SAR 2 weitere Nutzlasten                          | Rideshare-Start Aufklärungssatellit 29 Kleinsatelliten                                                                       |                  | LEO            | LZ-4       |                                                      |
| 416         | 29. Dez. 2024 | Falcon 9 Block 5 B1083.7  | CC SLC-40   | NuView A, B UtilitySat 1 Agila                                            | 2 Kommunikationssatelliten Kommunikationssatellit                                                                            |                  | GTO            | ASOG       |                                                      |
| 2025        |               |                           |             |                                                                           | |                  |                |            |                                                      |
| 418         | 4. Jan. 2025  | Falcon 9 Block 5 B1073.20 | CC SLC-40   | Thuraya 4-NGS                                                             | Kommunikationssatellit |                  | GTO            | ASOG       |                                                      |
| 421         | 10. Jan. 2025 | Falcon 9 Block 5 B1071.22 | VSFB SLC-4E | Starshield 7 (NROL-153)                                                   | Aufklärungssatelliten |                  | LEO            | OCISLY     |                                                      |
| 424         | 14. Jan. 2025 | Falcon 9 Block 5 B1088.2  | VSFB SLC-4E | Transporter-12 MBZ-Sat weitere Nutzlasten                                 | Rideshare-Start Erdbeobachtungssatellit ≤ 114 Kleinsatelliten                                                                |                  | SSO            | LZ-4       |                                                      |
| 425         | 15. Jan. 2025 | Falcon 9 Block 5 B1085.5  | KSC LC-39A  | Blue Ghost Mission 1 Hakuto-R Mission 2                                   | Mondlander Mondlander und -rover                                                                                             |                  | HEO            | JRTI       | CLPS-Mission                                         |
| 426         | 21. Jan. 2025 | Falcon 9 Block 5 B1083.8  | KSC LC-39A  | 2× Starshield (mit Starlink-Satelliten)                                   | Aufklärungssatelliten |                  | LEO            | ASOG       |                                                      |
| 430         | 30. Jan. 2025 | Falcon 9 Block 5 B1073.21 | KSC LC-39A  | Spainsat NG I                                                             | Kommunikationssatellit |                  | GTO            | –          | planmäßig ohne Landung                               |
| 433         | 5. Feb. 2025  | Falcon 9 Block 5 B1086.4  | KSC LC-39A  | WorldView Legion 5 & 6                                                    | 2 Erdbeobachtungssatelliten                                                                                                  |                  | LEO            | LZ-1       |                                                      |
| 441         | 27. Feb. 2025 | Falcon 9 Block 5 B1083.9  | KSC LC-39A  | IM-2 (Nova-C) Lunar Trailblazer Odin Chimera GEO 1                        | Mondlander Mondorbiter Asteroidensonde Raumschlepper                                                                         |                  | TLI GTO        | ASOG       | CLPS-Mission                                         |
| 444         | 12. März 2025 | Falcon 9 Block 5 B1088.3  | VSFB SLC-4E | SPHEREx 4× Punch                                                          | Weltraumteleskop Sonnenforschungssatelliten                                                                                  | 178              | SSO            | LZ-4       |                                                      |
| 446         | 14. März 2025 | Falcon 9 Block 5 B1090.2  | KSC LC-39A  | SpaceX Crew-10                                                            | Crew Dragon „Endurance“ Besatzung: - Anne McClain - Nichole Ayers - Takuya Ōnishi - Kirill Peskow                            |                  | LEO            | LZ-1       | Flug zur ISS                                         |
| 447         | 15. März 2025 | Falcon 9 Block 5 B1081.13 | VSFB SLC-4E | Transporter-13 Spaceeye-T weitere Nutzlasten                              | Rideshare-Start Erdbeobachtungssatellit < 73 Kleinsatelliten                                                                 |                  | SSO            | LZ-4       |                                                      |
| 450         | 21. März 2025 | Falcon 9 Block 5 B1088.4  | VSFB SLC-4E | Starshield 7 (NROL-57)                                                    | 11 Aufklärungssatelliten |                  | LEO            | LZ-4       |                                                      |
| 451         | 24. März 2025 | Falcon 9 Block 5 B1092.2  | CC SLC-40   | NROL-69                                                                   | Aufklärungssatellit |                  | LEO            | LZ-1       |                                                      |
| 454         | 1. Apr. 2025  | Falcon 9 Block 5 B1085.6  | KSC LC-39A  | Fram2                                                                     | Crew Dragon „Resilience“ Besatzung: - Chun Wang - Jannicke Mikkelsen - Eric Philips - Rabea Rogge                            |                  | LEO            | ASOG       | touristischer Raumflug                               |
| 458         | 12. Apr. 2025 | Falcon 9 Block 5 B1071.24 | VSFB SLC-4E | Starshield 8 (NROL-192)                                                   | 22 Aufklärungssatelliten |                  | LEO            | OCISLY     |                                                      |
| 461         | 20. Apr. 2025 | Falcon 9 Block 5 B1082.12 | VSFB SLC-4E | Starshield 9 (NROL-145)                                                   | ca. 22 Aufklärungssatelliten                                                                                                 |                  | LEO            | OCISLY     |                                                      |
| 462         | 21. Apr. 2025 | Falcon 9 Block 5 B1092.3  | KSC LC-39A  | SpaceX CRS-32                                                             | Cargo Dragon 2 |                  | LEO            | LZ-1       | Versorgungsflug zur ISS                              |
| 463         | 22. Apr. 2025 | Falcon 9 Block 5 B1090.3  | CC SLC-40   | Bandwagon-3 425-Projekt SAR 3 Phoenix Tomorrow S7                         | Rideshare-Start Aufklärungssatellit Rückführkapsel Erdbeobachtungssatellit                                                   |                  | LEO            | LZ-2       |                                                      |
| 482         | 30. Mai 2025  | Falcon 9 Block 5 B1092.4  | CC SLC-40   | GPS III-8                                                                 | Navigationssatellit | ca. 4000         | GPS-TO 7       | ASOG       |                                                      |
| 486         | 7. Juni 2025  | Falcon 9 Block 5 B1085.8  | CC SLC-40   | SXM 10                                                                    | Kommunikationssatellit |                  | GTO            | ASOG       |                                                      |
| 494         | 23. Juni 2025 | Falcon 9 Block 5 B1071.26 | VSFB SLC-4E | Transporter-14 Mission Possible Celestis Perserverance weitere Nutzlasten | Rideshare-Start Wiedereintrittskörper Weltraumbestattung 69 Kleinsatelliten                                                  | 1600             | suborbital SSO | OCISLY     |                                                      |
| 495         | 25. Juni 2025 | Falcon 9 Block 5 B1094.2  | KSC LC-39A  | Axiom Mission 4                                                           | bemannte ISS-Mission Besatzung: - Peggy Whitson - Shubhanshu Shukla - Sławosz Uznański - Tibor Kapu                          |                  | LEO            | LZ-1       |                                                      |
| 499         | 1. Juli 2025  | Falcon 9 Block 5 B1085.9  | KSC LC-39A  | MTG-S1                                                                    | Wettersatellit |                  | GTO            | JRTI       |                                                      |
| 502         | 13. Juli 2025 | Falcon 9 Block 5 B1083.13 | CC SLC-40   | Dror 1 (GTO-1)                                                            | Kommunikationssatellit |                  | GTO            | JRTI       |                                                      |
| 504         | 16. Juli 2025 | Falcon 9 Block 5 B1096.1  | CC SLC-40   | Kuiper KF-01                                                              | 24 Kommunikationssatelliten                                                                                                  |                  | LEO            | ASOG       |                                                      |
| 506         | 23. Juli 2025 | Falcon 9 Block 5 B1090.6  | CC SLC-40   | O3b mPower 9 & 10                                                         | 2 Kommunikationssatelliten                                                                                                   |                  | MEO            | JRTI       |                                                      |
| 507         | 26. Juli 2025 | Falcon 9 Block 5 B1081.16 | VSFB SLC-4E | Tracers Athena EPIC Bard / PeXT REAL LIDE Skycraft 4                      | 2 Forschungssatelliten Technologieerprobungssatellit Forschungssatellit Technologieerprobungssatellit Kommunikationssatellit |                  | SSO            | LZ-4       |                                                      |
| 511         | 31. Juli 2025 | Falcon 9 Block 5 B1071.27 | VSFB SLC-4E | 2× Starshield (mit Starlink-Satelliten)                                   | Aufklärungssatelliten |                  | LEO            | OCISLY     |                                                      |
| 512         | 1. Aug. 2025  | Falcon 9 Block 5 B1094.3  | KSC LC-39A  | SpaceX Crew-11                                                            | Crew Dragon Besatzung: - Zena Cardman - Michael Fincke - Kimiya Yui - Oleg Platonow                                          |                  | LEO            | LZ-1       | Flug zur ISS; letzte Landung auf der Landing Zone 1  |
| 514         | 11. Aug. 2025 | Falcon 9 Block 5 B1091.1  | CC SLC-40   | Kuiper KF-02                                                              | 24 Kommunikationssatelliten                                                                                                  |                  | LEO            | ASOG       |                                                      |

### Geplante Starts (Auswahl)
Manche der unten aufgeführten Nutzlasten könnten mit dem Starship anstelle einer Falcon-Rakete gestartet werden. Die Datumsangaben verstehen sich als Planungen oder Erwartungen für den frühestmöglichen Starttermin. Häufig verschieben sich die Starts noch auf ein späteres Datum.
Genauere Termine für die nächsten geplanten Starts sind in der Liste geplanter orbitaler Raketenstarts aufgeführt.
| Datum (UTC)                         | Typ                                 | Startplatz                          | 0Missionsbezeichnung0 Nutzlast                   | Art der Nutzlast                                                            | Nutzlast in kg 5                    | Orbit 6                             | Anmerkungen                         |
| 2025 – 2026 – 2028 – weitere Starts | 2025 – 2026 – 2028 – weitere Starts | 2025 – 2026 – 2028 – weitere Starts | 2025 – 2026 – 2028 – weitere Starts              | 2025 – 2026 – 2028 – weitere Starts                                         | 2025 – 2026 – 2028 – weitere Starts | 2025 – 2026 – 2028 – weitere Starts | 2025 – 2026 – 2028 – weitere Starts |
| 2025                                | 2025                                | 2025                                | 2025                                             | 2025                                                                        | 2025                                | 2025                                | 2025                                |
| ----------------------------------- | ----------------------------------- | ----------------------------------- | ------------------------------------------------ | --------------------------------------------------------------------------- | ----------------------------------- | ----------------------------------- | ----------------------------------- |
| August 2025                         | Falcon 9 Block 5                    | KSC LC-39A                          | X-37B OTV-8                                      | Raumgleiter                                                                 |                                     | LEO                                 |                                     |
| August 2025                         | Falcon 9 Block 5                    | CC SLC-40                           | SpaceX CRS-33                                    | Cargo Dragon 2                                                              |                                     | LEO                                 | Versorgungsflug zur ISS             |
| August 2025                         | Falcon 9 Block 5                    | VSFB SLC-4E                         | Naos LEAP-1 weitere Nutzlasten                   | Aufklärungssatellit Technologieerprobungssatellit                           |                                     | LEO                                 |                                     |
| September 2025                      | Falcon 9 Block 5                    | CC/KSC                              | Nusantara Lima                                   | Kommunikationssatellit                                                      |                                     | GTO                                 |                                     |
| September 2025                      | Falcon 9 Block 5                    | CC/KSC                              | NG CRS-23                                        | Cygnus-Raumfrachter                                                         |                                     | LEO                                 | Versorgungsflug zur ISS             |
| 2025                                | Falcon 9 Block 5                    |                                     | Bandwagon-4 425-Projekt SAR 4 weitere Nutzlasten | Rideshare-Start Aufklärungssatellit Kleinsatelliten                         |                                     | LEO                                 |                                     |
| 2025                                | Falcon 9 Block 5                    | VSFB SLC-4E                         | SDA T1TL-A                                       |                                                                             |                                     | LEO                                 |                                     |
| 2025                                | Falcon 9 Block 5                    | CC/KSC                              | IMAP SWFO-L1 GLIDE Solar Cruiser                 | Raumsonde Weltraumwetter- beobachtungssatellit Atmosphärensonde Sonnensegel |                                     |                                     |                                     |
| 2025                                | Falcon 9 Block 5                    |                                     | Kuiper KF-03                                     | Kommunikationssatelliten                                                    |                                     | LEO                                 |                                     |
| 2025                                | Falcon 9 Block 5                    | CC/KSC                              | Spainsat NG II                                   | Kommunikationssatellit                                                      |                                     | GTO                                 |                                     |
| 2025                                | Falcon 9 Block 5                    |                                     | Transporter-15                                   | Rideshare-Start                                                             |                                     | SSO                                 |                                     |
| 2025                                | Falcon 9 Block 5                    |                                     | Globalstar                                       | Kommunikationssatelliten                                                    |                                     | LEO                                 |                                     |
| 2025                                | Falcon 9 Block 5                    | VSFB SLC-4E                         | / Sentinel-6B                                    | Erdbeobachtungssatellit                                                     |                                     | LEO                                 |                                     |
| 2025                                | Falcon Heavy Block 5-5-5            | KSC LC-39A                          | Griffin Mission One Griffin                      | CLPS-Mission Mondlander                                                     |                                     |                                     |                                     |
| 2025                                | Falcon 9 Block 5                    |                                     | USSF-31                                          |                                                                             |                                     |                                     |                                     |
| 2026–2027                           |                                     |                                     |                                                  |                                                                             |                                     |                                     |                                     |
| 2026                                | Falcon 9 Block 5                    | CC/KSC                              | IM-3 (Nova-C)                                    | Mondlander                                                                  |                                     | TLI                                 | CLPS-Mission                        |
| 2026                                | Falcon 9 Block 5                    | CC/KSC                              | SpaceX Crew-12                                   | Crew Dragon (bemannt)                                                       |                                     | LEO                                 | Flug zur ISS                        |
| 2026                                | Falcon 9 Block 5                    | CC/KSC                              | MRV–1                                            | OOS-System                                                                  |                                     | GTO                                 |                                     |
| 2026                                | Falcon 9 Block 5                    |                                     | Skynet 6A                                        | Militärsatellit                                                             |                                     |                                     |                                     |
| 2026                                | Falcon 9 Block 5                    |                                     | Chorus                                           | 2 Erdbeobachtungssatelliten                                                 |                                     | LEO                                 |                                     |
| 2026                                | Falcon Heavy Block 5-5-5            | KSC LC-39A                          | Mondlander von Astrobotic                        | Mondlander                                                                  |                                     |                                     |                                     |
| 2026                                | Falcon 9 Block 5                    | CC/KSC                              | Haven-1                                          | Raumstationsmodul                                                           |                                     | LEO                                 |                                     |
| 2026–2027 14 Starts                 | Falcon 9 Block 5                    |                                     | Telesat Lightspeed                               | je 18 Kommunikationssatelliten                                              |                                     | LEO                                 |                                     |
| 2026–2027                           | Falcon Heavy Block 5-5-5            | KSC LC-39A                          | LOP-G HALO LOP-G PPE                             | Raumstationmodule                                                           |                                     | hoher Erdorbit                      |                                     |
| 2027                                | Falcon Heavy Block 5-5-5            | KSC LC-39A                          | Nancy Grace Roman Space Telescope                | Weltraumteleskop                                                            |                                     |                                     |                                     |
| 2027                                | Falcon 9 Block 5                    | CC/KSC                              | Arabsat 7A                                       | Kommunikationssatellit                                                      |                                     | GTO                                 |                                     |
| 2028–2029                           |                                     |                                     |                                                  |                                                                             |                                     |                                     |                                     |
| 2028                                | Falcon Heavy Block 5-5-5            | KSC LC-39A                          | Dragon XL (GLS 1)                                | Versorgungsraumschiff                                                       |                                     | hoher Erdorbit                      |                                     |
| 2029                                | Falcon Heavy Block 5-5-5            | KSC LC-39A                          | Dragon XL (GLS 2)                                | Versorgungsraumschiff                                                       |                                     | hoher Erdorbit                      |                                     |
| weitere Starts                      |                                     |                                     |                                                  |                                                                             |                                     |                                     |                                     |
| [ 101 ]                             | Falcon 9 Block 5                    | VSFB SLC-4E                         | SDA T1TL-B                                       |                                                                             |                                     | LEO                                 |                                     |
| [ 101 ]                             | Falcon 9 Block 5                    | VSFB SLC-4E                         | SDA T1TL-C                                       |                                                                             |                                     | LEO                                 |                                     |
| [ 101 ]                             | Falcon 9 Block 5                    | VSFB SLC-4E                         | SDA T1TL-D                                       |                                                                             |                                     | LEO                                 |                                     |
| [ 101 ]                             | Falcon 9 Block 5                    | VSFB SLC-4E                         | SDA T1TL-E                                       |                                                                             |                                     | LEO                                 |                                     |
| [ 125 ]                             | Falcon 9 Block 5                    | CC/KSC                              | SpaceX CRS-34                                    | Cargo Dragon 2                                                              |                                     | LEO                                 | Versorgungsflug zur ISS             |
| [ 125 ]                             | Falcon 9 Block 5                    | CC/KSC                              | SpaceX CRS-35                                    | Cargo Dragon 2                                                              |                                     | LEO                                 | Versorgungsflug zur ISS             |
|                                     | Falcon 9 Block 5                    | CC/KSC                              | USSF-36                                          |                                                                             |                                     |                                     |                                     |
| [ 127 ]                             | Falcon 9 Block 5                    | CC/KSC                              | SpaceX Crew-13                                   | Crew Dragon (bemannt)                                                       |                                     | LEO                                 | Flug zur ISS                        |
| [ 127 ]                             | Falcon 9 Block 5                    | CC/KSC                              | SpaceX Crew-14                                   | Crew Dragon (bemannt)                                                       |                                     | LEO                                 | Flug zur ISS                        |
| [ 128 ]                             | Falcon 9 Block 5                    | CC/KSC                              | VAST-1                                           | Crew Dragon (bemannt)                                                       |                                     | LEO                                 |                                     |

## Einzelne Starts im Detail

### 2012: CRS-1, Cassiope
Beim Start der ersten CRS-Mission am 8. Oktober 2012 fiel nach einer Minute und 19 Sekunden das Triebwerk Nr. 1 der ersten Stufe aus. Durch verlängerte Brennzeiten von erster und zweiter Stufe konnte das Dragon-Raumschiff dennoch auf der geplanten Bahn ausgesetzt werden. Für den Weiterflug in die geplante Umlaufbahn von Orbcomm FM44 wären Sicherheitsregeln für die ISS verletzt worden. So wurde er absichtlich in einer nicht geplanten niedrigeren Umlaufbahn ausgesetzt. Orbcomm FM44 ist inzwischen wieder in die Erdatmosphäre eingetreten und verglüht.
Der Forschungssatellit Cassiope wurde am 29. September 2013 mit der ersten Falcon 9 der Version 1.1 gestartet. Es handelte sich auch um den ersten Falcon-Start von der Vandenberg Air Force Base. Die bei diesem Start erstmals geplante Wiederzündung der Zweitstufe, welche für den nächsten geplanten Start in einen geostationären Transferorbit unbedingt erforderlich war, konnte nicht erfolgreich durchgeführt werden. Auf die Mission von CASSIOPE hatte das allerdings keinen Einfluss, da die Testzündung nach der Freisetzung der Nutzlast erfolgte.

### 2013: SES-8
Mit dem Kommunikationssatelliten SES-8 brachte am 3. Dezember 2013 zum ersten Mal eine Falcon 9 einen Satelliten in einen geostationären Transferorbit (GTO). Die Zweitstufe musste nach einer Freiflugphase ihr Triebwerk erneut zünden, um in den hochelliptischen geostationären Transferorbit (GTO) zu gelangen, das konnte bisher aber noch nicht erfolgreich getestet werden. Die Nutzlast manövriert sich anschließend mit ihren eigenen Triebwerken aus dem GTO in ihren geostationären Zielorbit (GEO). Der erste Startversuch am 25. November wurde wegen technischer Probleme wenige Minuten vor dem Start abgebrochen. Auch der zweite Startversuch am 28. November scheiterte; die Triebwerke zündeten auf der Startrampe, wurden aber wegen ungleichmäßigem Schubaufbaus automatisch wieder abgeschaltet. Die Rakete wurde von den Halteklammern auf der Rampe gehalten und nicht freigegeben. Der Start erfolgte dann am 3. Dezember 2013 und der geplante Orbit war 295 km × 80.000 km × 20,75° Inklination, tatsächlich erreichter Orbit auf dem die Nutzlast ausgesetzt wurde 395,4 km × 79.325,3 km × 20,51°.

### 2014: Thaicom 6, CRS-3
Wie bereits bei SES 8 wich auch beim zweiten GTO-Start mit Thaicom 6 am 6. Januar 2014 das Perigäum des tatsächlich erreichten Orbits auffällig stark vom vorher angegebenen Zielorbit ab. Vor dem Start wurde ein Orbit von 295 km × 90000 km × 22,5° angegeben, erreicht wurde aber laut NORAD ein Orbit mit einem etwa 80 km höheren Perigäum: 375,9 km × 89492,2 km × 22,46°. In einer nach dem Start von SpaceX veröffentlichten Pressemitteilung wurde jedoch berichtet, dass der vor dem Start veröffentlichte Zielorbit exakt getroffen worden sei. Die Bahnabweichung des Starts hatte allerdings keine negativen Auswirkungen auf die Nutzlast; das erhöhte Perigäum ist für den Satelliten energetisch sogar günstiger, um seinen geostationären Zielorbit zu erreichen.
Beim dritten regulären ISS-Versorgungsflug mit der Dragonkapsel am 18. April 2014 hatte die Erststufe der Falcon 9 erstmals die ausfahrbaren Landebeine zu Testzwecken für die zukünftig geplante Wiederverwendung der Erststufe installiert. Nach dem Abtrennen der ersten Stufe drehte sich diese um 180°, mit den Triebwerken in Flugrichtung, und zündete drei ihrer Haupttriebwerke erneut, um Geschwindigkeit abzubauen und um die Belastungen beim Wiedereintritt zu verringern. Die Stufe fiel mit dem Triebwerksblock voraus kontrolliert Richtung Ozean; kurz vor dem Auftreffen auf der Wasseroberfläche wurde das mittlere Triebwerk gezündet, um abzubremsen, sowie die Landebeine ausgefahren. Die Stufe setzte kontrolliert auf der Wasseroberfläche auf, wurde dann jedoch vermutlich durch den starken Seegang zerstört. Wegen der widrigen Bedingungen am Ort der Wasserung konnten auch keine Schiffe die Landung beobachten bzw. die Stufe bergen, die Telemetriedaten bzw. ein Video, das die Stufe beim Abstieg sendete, bestätigten jedoch den erfolgreichen Verlauf des Tests.

### 2015: DSCOVR
Beim Start des Erdbeobachtungssatelliten DSCOVR am 11. Februar 2015 wurde von der Oberstufe die bisher höchste Geschwindigkeit einer Falcon 9 erzielt. Um die Nutzlast in einen hochelliptischen Transferorbit einzuschießen, dessen Apogäum bei über 1.000.000 km lag, musste die Stufe fast Fluchtgeschwindigkeit erreichen. Aus diesem hochelliptischen Transferorbit manövriert sich die Nutzlast selbstständig zu ihrem Zielorbit, dem Lagrange-Punkt L1. Der Start wurde wegen schlechten Wetters und technischen Problemen mehrfach abgebrochen und verschoben, ehe am 11. Februar gestartet werden konnte. Allerdings konnte die geplante Landung der Erststufe auf einer Plattform auf hoher See wegen starkem Wellengang nicht durchgeführt werden.

### 2018: CRS-16
Der zunächst für den 4. Dezember 2018 geplante Start des ISS-Versorgungsflugs CRS-16 wurde um einen Tag verschoben, um verdorbenes Mäusefutter in der Ladung zu ersetzen. Zwar verlief dann der Start am 5. Dezember erfolgreich, jedoch fiel beim Rückflug der Falcon-9-Erststufe zum Landeplatz – kurz vor der Abbremsung durch den Reentry Burn – die Hydraulik der Gitterflossen-Steuerung aus. Dadurch geriet die Raketenstufe in Rollbewegungen. Ein automatisches Sicherheitssystem sorgte dafür, dass sie vom Land fernblieb. Einige Kilometer vor der Küste von Florida setzte sie kontrolliert auf dem Meer auf und fiel um. Die Falcon-9-Erststufe verfügt auch über eine Geländekarte mit Bauwerken, denen sie bei einem spät auftretenden Landeproblem nach Möglichkeit ausweichen würde.